# Felis catus
El gato doméstico (Felis catus, anteriormente también Felis silvestris catus), llamado comúnmente gato, y de forma coloquial minino, michino, y algunos nombres más, es un mamífero carnívoro de la familia Felidae.
Junto con el perro, es el animal doméstico más popular como mascota, como ayuda en la lucha contra roedores o ambas cosas. En 2017, la población mundial estimada de gatos estaba en seiscientos millones de felinos. En esta cifra se incluyeron gatos que son mascota, gatos callejeros (sin hogar) y gatos salvajes; sumando solo los gatos silvestres alrededor de 100 millones. El país considerado hasta esa fecha que más felinos tiene como mascota es Estados Unidos. Rusia contaba con aproximadamente 23 millones de gatos domésticos en 2021 convirtiéndose en el país europeo con mayor población de este tipo de felinos.
Por su amplio abanico de presas potenciales, por su alta eficiencia como depredador y por su elevado éxito reproductivo —especialmente si se suministra artificialmente alimento a las colonias sin tomar medidas adicionales para limitar su fertilidad— el gato doméstico está incluido en la lista de las cien especies exóticas invasoras más dañinas del mundo de la Unión Internacional para la Conservación de la Naturaleza.
Tiene otros nombres comunes, como michi, micho, mizo, miz, morroño, morrongo, mish, mishingo, etc.

## Etimología
El nombre actual en muchas lenguas proviene del latín vulgar catus. Paradójicamente, catus aludía a los gatos salvajes, mientras que los gatos domésticos eran llamados felis.[cita requerida]

## Características

### Tamaño

Anatomía general del gato

Miden alrededor de 46 cm de longitud de la cabeza al cuerpo y entre 23-25 cm de altura; generalmente poseen una cola de unos 30 cm de largo (salvo mutaciones/malformaciones o razas como el Bobtail o el Manx). Los machos son más grandes que las hembras.[cita requerida]

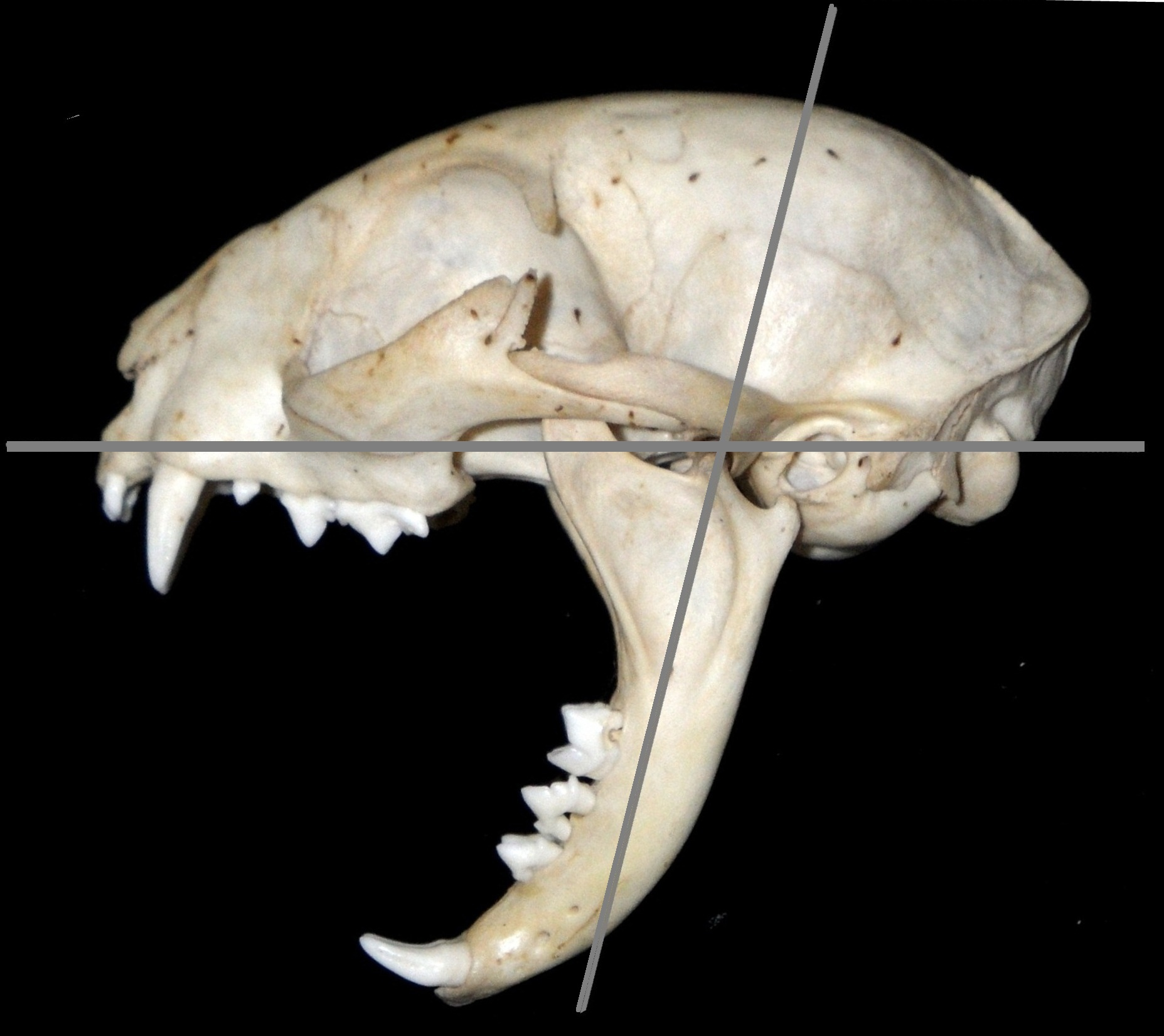
Cráneo de gato doméstico mostrando el ángulo máximo de apertura de mandíbulas (80 grados)

### Peso
Generalmente pesan entre 2,5 y 7 kg; sin embargo, algunas razas como el Ragdoll y el Maine Coon pueden exceder los 11,3 kilogramos. Han existido casos que superaron los 23 kg de peso debido a la sobrealimentación.

### Longevidad
Los gatos domésticos tienen una esperanza de vida de entre doce y catorce años. El ejemplo más longevo del que se tiene registro vivió treinta y ocho años.  Las hembras esterilizadas con anterioridad a su primer celo, tienen menos posibilidades de sufrir cáncer de mama.

### Pelaje

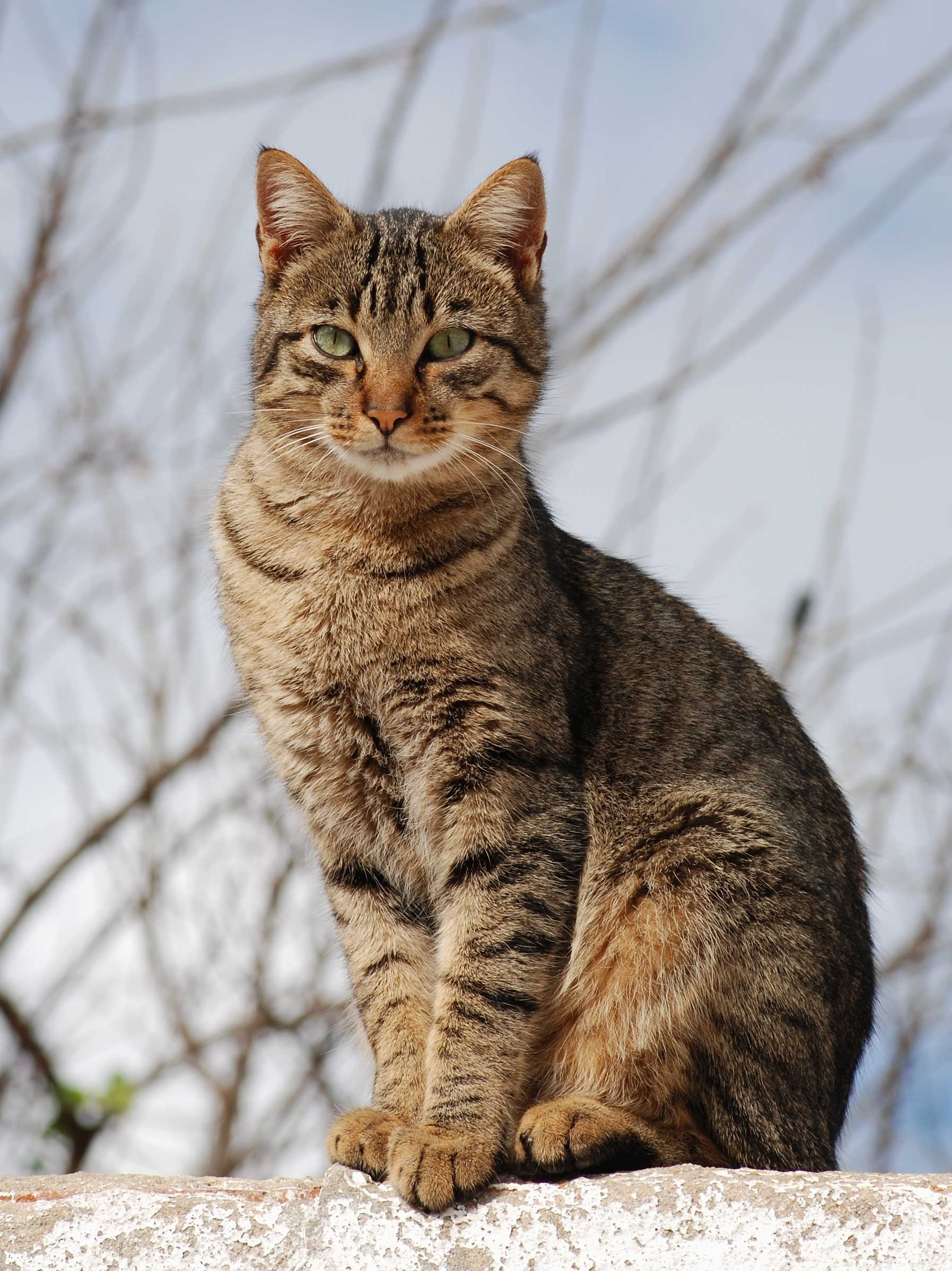
Gato de pelaje atigrado

Su capa es muy variada: pueden ser de un solo color, de dos colores, como blanco y negro, blanco y naranja, pardo y blanco o gris y blanco. Pueden tener un patrón de colores atigrado (gatos romanos). También pueden tener un patrón de color siamés con colores más oscuros en la cara, rabo, patas y orejas. Pueden tener un manto carey, siendo de color negro casi todo el cuerpo con motitas pequeñas o con algunas manchas más grandes en algunas zonas de color naranja o miel. O bien pueden tener tres colores combinados, como, por ejemplo, blanco, negro y naranja.
Los gatos tricolores o de hasta cuatro colores son hembras. Los gatos romanos naranjas suelen ser machos. 
Cuanta más proporción de blanco se encuentre en el pelaje de una gata tricolor, más diferenciadas se encuentran las manchas de otros colores en el pelaje. Aquellas en las que el pelaje muestra manchas muy diferenciadas y alto porcentaje de blanco se denominan calicó, mariposa o gata española. Aquellas en las que el blanco apenas aparece y los colores se encuentran mezclados, como en un veteado, se denominan gatas carey. El tipo de pelo va desde el muy corto (como el Sphynx cuyo pelo es casi invisible), al rizado (en el caso del Rex Devon), al pelo corto normal con un solo color o con las puntas de otro color, al pelo semilargo, hasta el pelo más largo procedente de cruces con persa o cualquier otra raza de pelo largo.
El proceso de domesticación ha supuesto presiones selectivas sobre el color del pelo y la textura. Aunque la mayoría de las razas se han desarrollado recientemente, a raíz de las diferentes estrategias de reproducción y las presiones de selección, gran parte de la variación de color en los gatos se desarrollaron durante la domesticación antes del desarrollo de las diferentes razas. Un estudio reciente en varios gatos blancos con manchas, se han observado mutaciones de polimorfismo de nucleótido simple del gen KIT son responsable del fenotipo pigmentación de las manchas y está, principalmente, involucrado en la migración de los melanocitos, la proliferación y la supervivencia.

### Patas
Los gatos son digitígrados: caminan sobre sus dedos. Las patas delanteras tienen cinco dedos, uno de los cuales no apoya sobre el suelo, y las traseras tienen cuatro dedos.
Tienen garras retráctiles. Las garras están cubiertas por la piel que rodea las almohadillas de los dedos.

### Orejas
Treinta y dos músculos individuales en la oreja le permiten oír direccionalmente. Puede mover cada oreja independientemente de la otra. Gracias a esta capacidad, puede mover su cuerpo en una dirección y apuntar sus orejas en otra. La mayoría posee orejas rectas y erguidas: a diferencia de los perros, las razas con orejas caídas son extremadamente raras (la raza Scottish Folds es una de las excepciones por mutación genética). Cuando está enfadado o atemorizado, instintivamente reclinará sus orejas hacia atrás, cubriendo los canales auditivos.

### Metabolismo
| temperatura corporal    | 38,6 °C (101,5 °F)          |
| frecuencia cardíaca     | 150-140 latidos/min         |
| frecuencia respiratoria | 16-40 respiraciones por min |

Su temperatura corporal ronda entre los 38 y 39 °C Se considera que tiene fiebre si su temperatura es mayor a los 39,5 °C, o baja si es menor a los 37,5 °C (hipotermia). Comparativamente, los humanos tienen una temperatura corporal aproximada de 36,9 °C. El ritmo cardíaco de un gato doméstico normalmente se encuentra entre los ciento veinte y máximo de doscientos veinte latidos por minuto, dependiendo ampliamente de cuán excitado está el animal. Cuando descansa, en promedio, el ritmo cardíaco oscila entre los ciento cincuenta y ciento ochenta latidos por minuto.
Un resultado de este proceso de adaptación a la vida exclusivamente carnívora es que los gatos son incapaces de sintetizar ciertos ácidos grasos esenciales. 
Aspectos de la biología de los felinos reflejan una selección de genes relacionados con el metabolismo lipídico. 
Por ejemplo, el gen ACOX2, es fundamental para el metabolismo de los ácidos grasos de cadena ramificada y se ha sugerido para regular los niveles de triglicéridos, mientras que las mutaciones en el gen PAFAH2 se han asociado con el riesgo de enfermedad cardíaca coronaria y la isquemia.

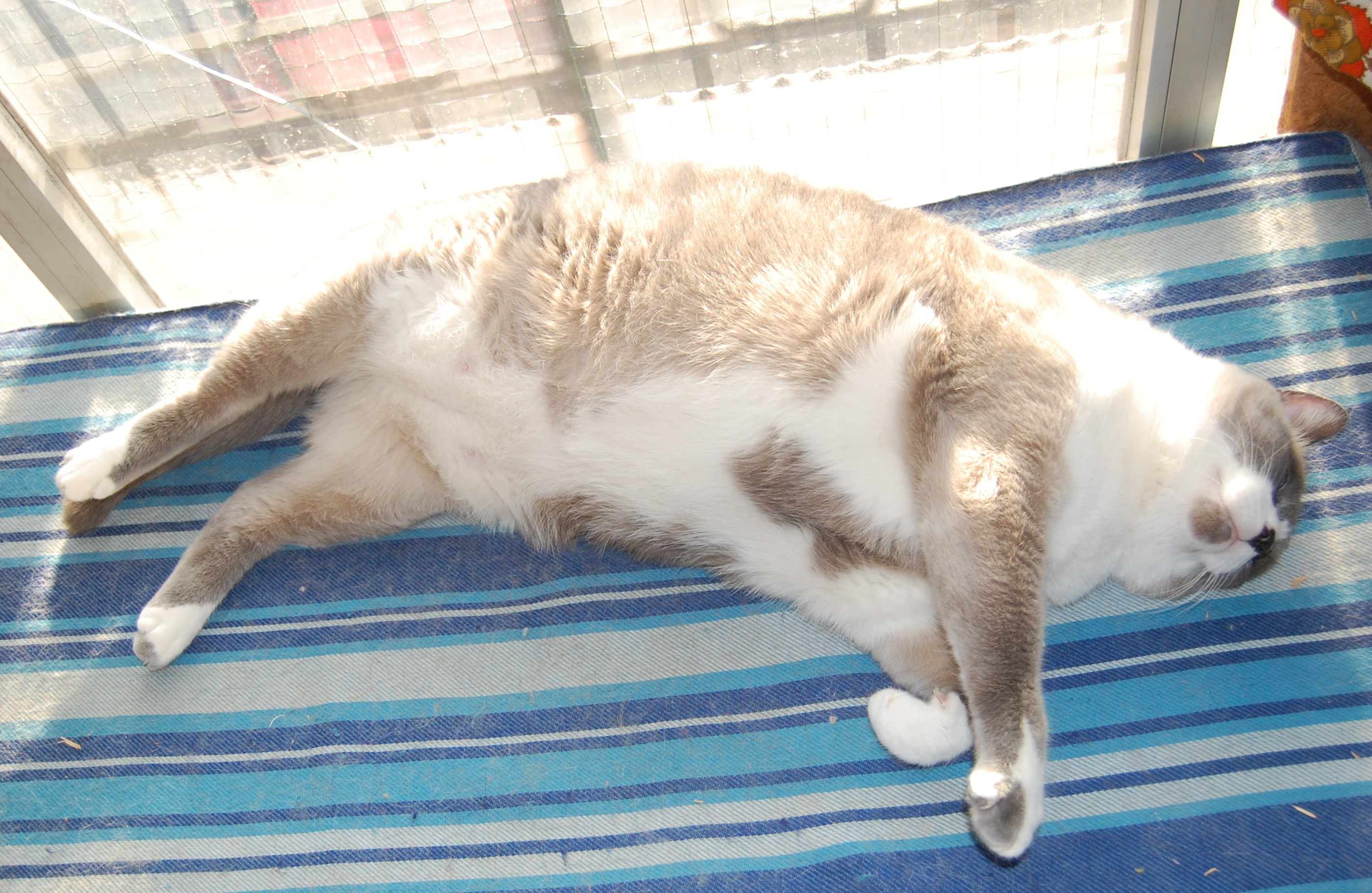
Gato durmiendo durante el día

## Sentidos
Sus sentidos del olfato y oído son superiores en muchos aspectos a los del ser humano. Estos, junto con avanzados receptores de la visión, gusto y tacto, lo hacen uno de los mamíferos con un sistema sensorial más sofisticado.

### Visión

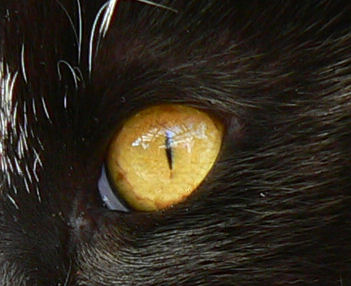
El iris característico de los gatos durante la exposición de un espécimen a la luz del día. En el extremo inferior izquierdo, se puede apreciar parte de la membrana nictitante

Diferentes análisis indican que su visión es superior durante la noche a la de los humanos, e inferior a la de estos durante el día.: 43  Como los perros y otros animales, poseen el tapetum lucidum que refleja luz adicional sobre la retina. Aunque el tapetum lucidum le otorga la capacidad de ver con poca luz, parece reducir su precisión visual. En presencia de luz abundante, la pupila del ojo del gato se cierra considerablemente, reduciendo la cantidad de luz en la retina. El tapetum lucidum y otros mecanismos hacen que posea un umbral de detección de luz siete veces mayor que el de los humanos. El color de los ojos de un gato cuando refleja la luz incidente se debe a la luz reflejada por el tapetum lucidum.
El gato tiene la capacidad de utilizar al máximo la tenue luz visible y además existe la certeza de que pueden ver en el infrarrojo cercano. Un experimento realizado por científicos en que se buscaba determinar si era el movimiento o el calor lo que les atraía la atención a los gatos en la oscuridad, determinó que estos fundamentalmente eran atraídos por el calor de cuerpo, más que por el movimiento.
En promedio posee un campo visual estimado de 200°, mientras que en los humanos es de 180°, esto nos permite ver objetos de una manera definida a una distancia de entre 30 y 60 m. Como la mayoría de los depredadores, sus ojos se ubican frontalmente, sacrificando algunos grados del campo visual para ganar percepción de profundidad. Utilizando dos imágenes del mismo objeto proyectadas en la retina desde diferentes ángulos, triangula la distancia hacia un objeto con un alto grado de precisión (visión estereoscópica).
La capacidad de su campo visual depende del emplazamiento de los ojos, aunque también podría estar relacionado con las características físicas del ojo. En vez de una fóvea óptica, la cual le otorga agudeza visual al humano, poseen una banda central conocida como raya visual. Aparentemente, pueden diferenciar ciertos colores perciben el color verde y son sensibles a longitudes de onda en el rango azul-violeta y amarillo-verde.
Poseen un tercer párpado, la membrana nictitante: una delgada lámina opaca que actúa como protección adicional. Esta membrana se cierra parcialmente si está enfermo; sin embargo, cuando está somnoliento también puede ser visible. Si el animal crónicamente muestra su tercer párpado, debería ser llevado a un veterinario para su revisión. Su posición es oblicua y parte desde el lacrimal, pero sin llegar a cerrar el globo ocular por completo.

### Audición
Los gatos pueden percibir sonidos de tonalidad superior en dos octavas a los que puede percibir el ser humano, y una octava y media más elevada que los que oyen los perros. Pueden rotar las orejas de forma independiente para precisar el origen del sonido.

### Olfato
El sentido del olfato en el gato doméstico está bien desarrollado. Poseen un órgano de Jacobson u órgano vomeronasal, situado sobre el paladar, que les sirve para detectar feromonas. Utiliza un movimiento facial característico llamado reflejo de Flehmen para enviar compuestos químicos a este órgano.

Al analizar el genoma de los gatos en comparación con los perros se ha observado que los gatos se comunican quimiosensorialmente mediante feromonas avalado por un aumento del repertorio de genes de la familia V1r (receptores vomeronasales). Por el contrario, al analizar el repertorio de genes completos de la familia Or (receptores olfatorios) ilustra repertorios funcionales más pequeños en gatos que en perros, explicando en gran parte el menor uso de los gatos del olfato para cazar y localizar a sus presas que los perros.

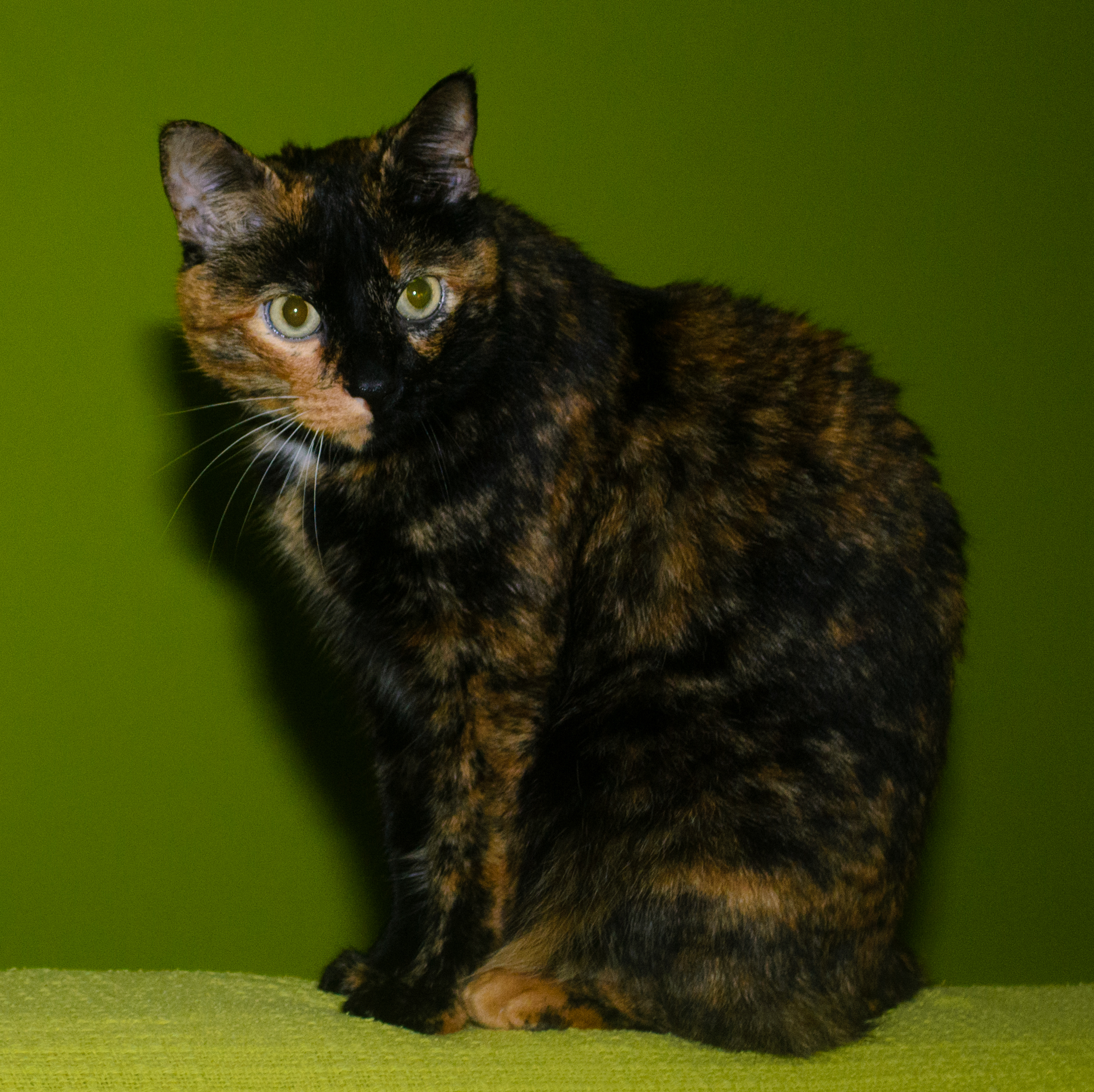
Gata de pelaje carey

### Gusto
Los gatos tienen relativamente pocas papilas gustativas en comparación con los humanos (cuatrocientos setenta más o menos frente a más de nueve mil en la lengua humana). Los gatos domésticos y salvajes comparten una mutación del gen receptor del gusto que evita que sus papilas gustativas dulces se unan a las moléculas azucaradas, dejándolos sin la capacidad de saborear el sabor dulce. En cambio, sus papilas gustativas responden a ácidos, aminoácidos, proteínas y sabores amargos.

### Vibrisas
Poseen cerca de una docena de cerdas sensitivas denominadas "vibrisas" en el labio superior y algunos en las mejillas, sobre los ojos y en el mentón. Eventualmente, estas cerdas también pueden encontrarse en la muñeca y las cejas. La raza Sphynx puede llegar a carecer completamente de vibrisa. Estas cerdas transmiten impulsos eléctricos relacionados con impresiones táctiles a la región somatosensorial de la corteza cerebral, también denominada "región de barriles". En el cerebro, cada vibrisa tiene asignado un barril, el cual es un conjunto de neuronas corticales morfológicamente relacionadas con una columna cortical funcional.

## Comunicación
El gato se comunica a través de vocalizaciones. Las más populares son su característico maullido y el ronroneo, pero puede aullar, gemir, gruñir y bufar. Además, adopta poses o expresiones que informan, a sus congéneres, sus enemigos o sus cuidadores, de su ánimo o sus intenciones.

### Maullido
El maullidoⓘ es el sonido típico que caracteriza a un gato. Es transcrito onomatopéyicamente como «miau» o variantes similares. La pronunciación de esta llamada varía significativamente dependiendo de su propósito. Usualmente vocalizan indicando sufrimiento, solicitando atención humana (por ejemplo, para ser alimentados) o como un saludo. Algunos vocalizan cuantiosamente, mientras que otros raramente lo hacen. Los gatos domésticos maúllan mucho más que los salvajes ya que es una de sus formas de llamar la atención.

### Ronroneo
El ronroneo indica generalmente que el animal está relajado y cómodo. También puede significar que está angustiado, afligido o experimentando dolor, aunque el tono y el ritmo en estos casos es distinguible del plácido ronroneo. Se produce por la exhalación del aire y la resonancia en su cavidad torácica.
Puede ronronear y maullar simultáneamente, especialmente aquellos que vocalizan copiosamente. Al mismo tiempo pueden parpadear lentamente o cerrar parcialmente sus ojos, indicando relajación.
Los gatos ronronean ante la presencia de sus dueños, otros gatos familiares, o cuando una madre se encuentra con sus cachorros. También pueden modularlo para obtener comida, una conducta que se observa frecuentemente.

### Otros sonidos

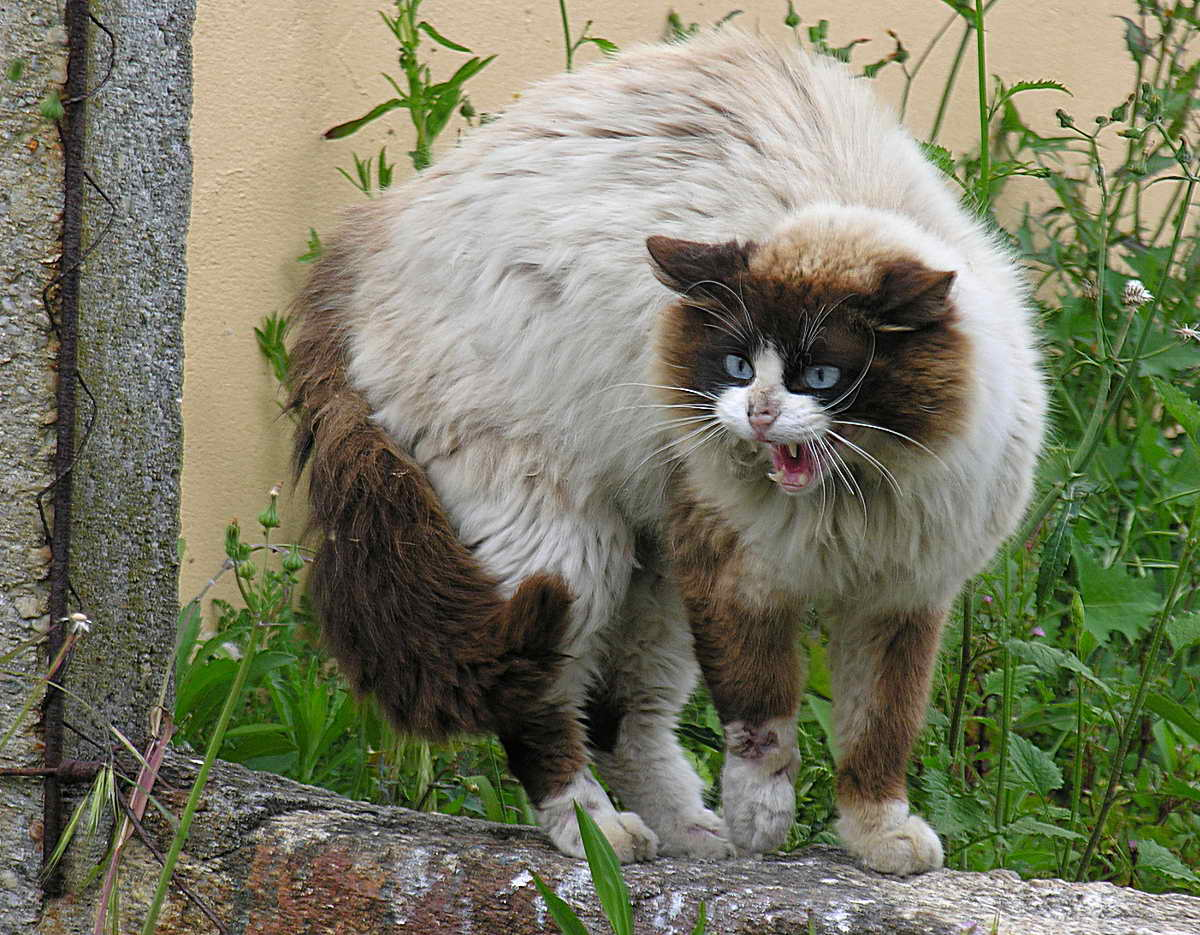
Gato a la defensiva por la presencia de un perro: lo intimida arqueando el lomo, erizando su pelo y bufando

Cuando los gatos amenazan o luchan, emiten un repertorio de sonidos, gruñidos, bufidos, siseos, gritos, llantos, a veces entremezclados y de tono e intensidad creciente. 

## Ciclo reproductivo
La gata presenta varios celos a lo largo de todo el año, que suelen durar de cuatro a siete días. En el celo, las gatas maúllan más frecuentemente y varios gatos pueden luchar por una hembra en celo, el que venza, se gana el derecho a copular. Aunque la hembra al principio es reacia a la cópula, acaba aceptando al macho, que se acerca a la hembra, la que intentará resistirse por todos los medios a la cópula. Si el macho es hábil, conseguirá morderla por la parte posterior del cuello, inmovilizándola. La penetración es algo dolorosa, ya que el pene del gato, al igual que el del león, presenta unas puntas que frotan la vagina, llamadas espículas, desencadenando una reacción natural que ocasiona la ovulación; debido a que esto no ocurre siempre, es raro que se consiga la fecundación en la primera cópula. Las gatas, además, copulan con varios machos por lo que una camada puede tener diferentes padres. Después de la cópula, la hembra se asea y puede ponerse muy violenta hasta que termine el acicalamiento, momento en que el ciclo se repite.
La hembra alcanza la madurez sexual en un tiempo de entre cuatro y cinco meses; el macho, a los seis o siete meses. La gestación dura entre sesenta y cinco y sesenta y siete días y en la camada pueden aparecer de una a diez crías, que según la Federación Internacional Felina, deben mantenerse con la madre al menos treinta días. Lo más recomendado es separar al gatito de su madre desde la sexta semana hasta la octava, ya que hasta entonces no habrían adquirido algunos nutrientes necesarios: separarlos antes sería un error, debido a que cabe la posibilidad de que mueran o sean más débiles.[cita requerida]

## Características genéticas

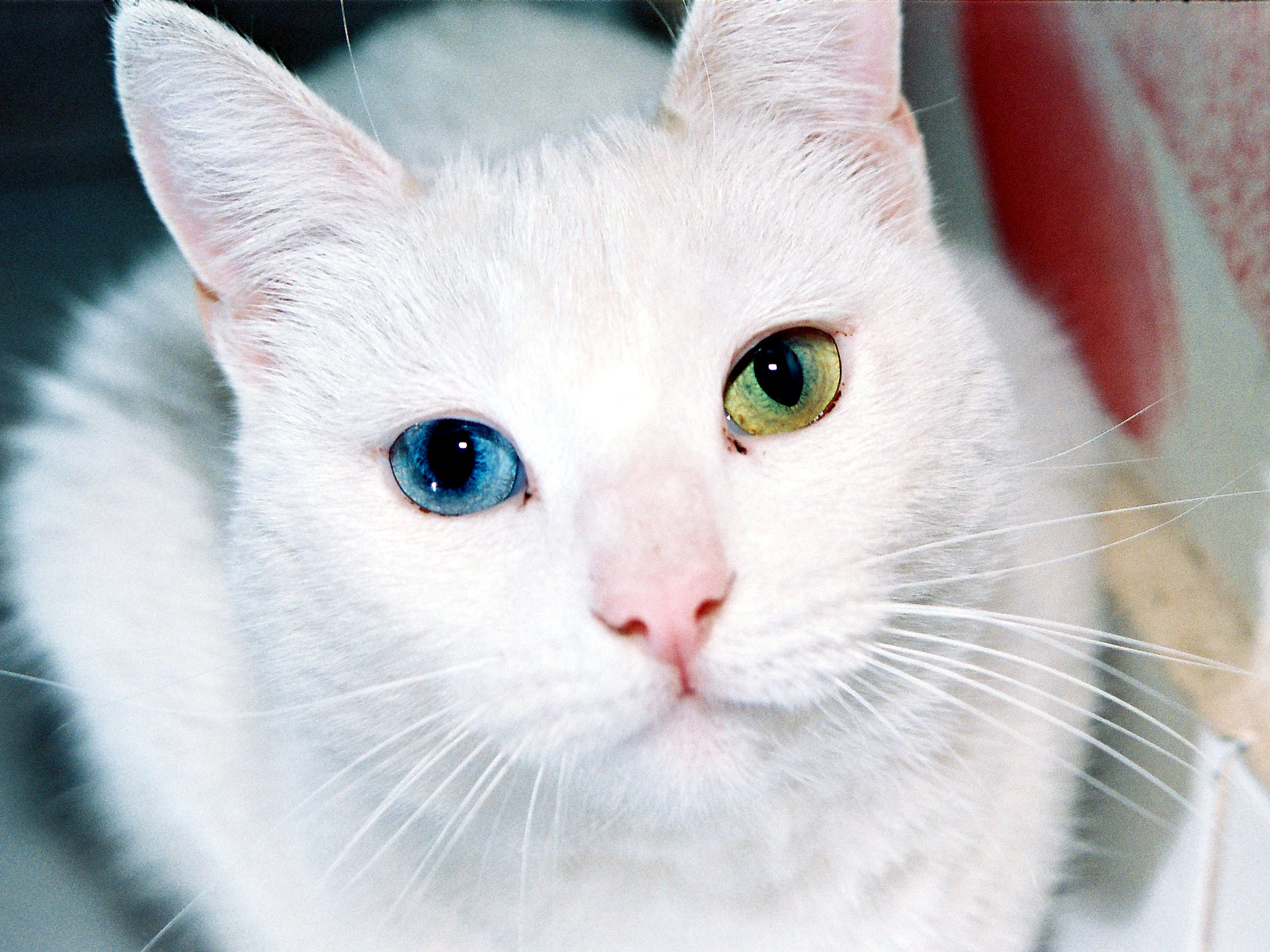
Gata con heterocromía: tiene un ojo de color distinto al otro

Presenta diecinueve pares de cromosomas (treinta y ocho cromosomas), y se han descubierto unas doscientas patologías asociadas, muchas de ellas comunes con los seres humanos. El Proyecto Genoma de Gato, del Laboratory of Genomic Diversity, pretende describir su genoma.

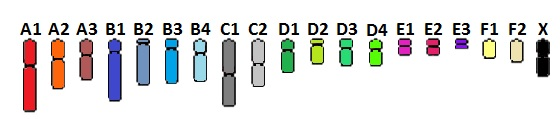
Cariotipo del Gato

En 2014 se secuenció el genoma del gato mediante un sistema de secuenciación de pequeños fragmentos donde se obtienen aproximadamente 19 493 genes que codifican para proteínas y 1 855 ARN no codificantes. Está compuesto por dieciocho autosomas codificados por las letras A, B, C, D, E y F y por los cromosomas sexuales XX para las hembras y XY para los machos.
Existe una creencia de que los gatos blancos de ojos azules son sordos, a no ser que tengan un ojo de color distinto al otro (heterocromía). Esto es cierto en parte; existe un mayor porcentaje de gatos con sordera, pero no siempre son sordos.
El color blanco en los gatos se debe a la ausencia de melaninas. Hay cuatro mecanismos por los que un gato puede ser de color blanco «sólido»:
- Ser homocigótico para el alelo ca (albino de ojos azules)
- Ser homocigótico para el alelo c (que es el albino de ojos rojos)
- Ser homocigótico para el alelo S (gen pio, mancha blanca)
- Poseer el alelo w (del gen blanco dominante) en su genotipo

El gen de la sordera es un gen propio de los gatos blancos, se llama alelo w y es el causante del color blanco y la sordera en los gatos. No todos los gatos blancos son sordos, solo lo son los que presentan dicho gen. El gen w hace que el gato sea blanco aunque sus genes digan que es un gato negro, o marrón, este gen tiene la particularidad de «enmascarar» el resto de los colores para hacerlos blancos. Estos gatos además suelen tener los ojos azules o verdes.

## Dieta y caza
En relación con su tamaño, los gatos domésticos son depredadores muy eficaces. Pueden emboscar y abalanzarse sobre distintos vertebrados usando tácticas similares a los leopardos, pumas, y tigres; es entonces cuando asestan la mordida letal con sus largos dientes caninos que rompen la médula espinal de la víctima, o la asfixia comprimiendo su tráquea.
Los ejemplares bien alimentados pueden cazar y matar aves, ratones, ratas, lagartos y otros pequeños animales en las inmediaciones, para luego mostrar el trofeo de caza a sus dueños. El motivo por el cual lo hacen no está totalmente claro, pero se cree que esta acción está relacionada con los comportamientos de creación de lazos afectivos. Es probable que esperen ser elogiados por su contribución simbólica al grupo. Se sabe que, en la vida salvaje, incluso un macho puede compartir su caza con miembros de su familia. El obsequio de piezas por parte de un animal bien alimentado puede ser usual, e interpretarse como un gesto de cariño y familiaridad.
Debido a su instinto cazador, los gatos callejeros son una plaga perjudicial al medio ambiente. En algunas zonas, se requiere que los gatos domésticos sean mantenidos dentro del hogar a toda hora, ya que pueden ser peligrosos para las especies de aves locales en peligro de extinción. Algunos dueños optan por colocarles una campanilla al animal para advertirle a su presa sobre su acercamiento.
Poseen dentadura especializada y un tracto digestivo apto para la digestión de la carne. El premolar y el primer molar componen el par de dientes utilizados para cortar la carne como si fueran tijeras, ubicados a cada lado de la boca. Aunque esta característica se encuentra en los cánidos, es muy desarrollada en los felinos. Su lengua posee papilas en forma de espinas compuestas por queratina, útiles para arrancar pelos, plumas y piel del cadáver.
Los gatos domésticos comen muy poca materia vegetal. Sin embargo, es común que ocasionalmente suplementen su dieta carnívora con pequeñas cantidades de pasto y otras plantas para mejorar el tránsito digestivo y obtener ciertas vitaminas ausentes de la carne. Todos los felinos poseen una característica genética que les impide percibir los gustos dulces debido, en gran parte, a sus hábitos alimenticios y su aversión a los frutos. La mayoría de los alimentos equilibrados para gatos a menudo contienen grandes cantidades de maíz, arroz, productos derivados de la carne, minerales y vitaminas.

## Sociabilidad, comportamiento y costumbres

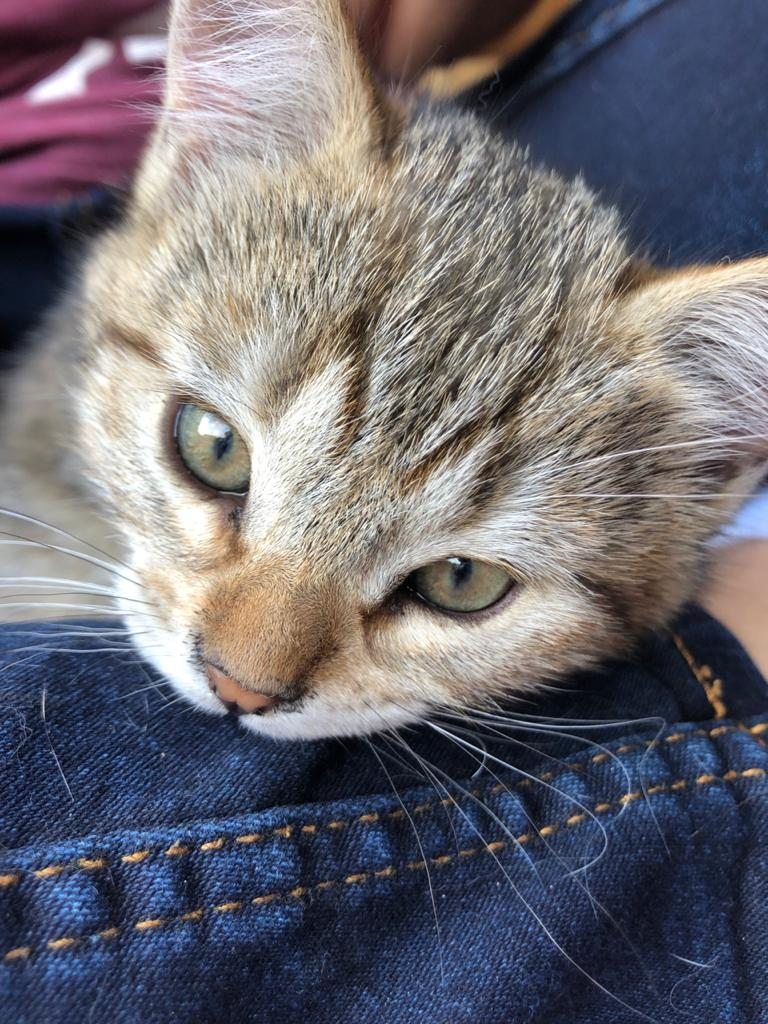
Cachorro de gato

Al contrario de lo que se suele suponer, en estado salvaje el gato es un animal muy social, que llega a establecer colonias más o menos jerarquizadas. Es un animal cazador y los machos marcan el territorio orinando.
Pueden sufrir enfermedades psicológicas tales como el estrés. Al igual que un humano estresado, tenderá a desarrollar un comportamiento neurótico.
Su vejez no es gradual, como la humana, sino abrupta. Dura aproximadamente un año y desemboca en la muerte. Un ejemplar viejo desarrolla cataratas y se vuelve más lento. También pierde el olfato. Generalmente duerme todo el día, sin desarrollar ninguna otra actividad, muestra de su extremo cansancio.

## Clasificación científica
El gato doméstico fue denominado Felis catus por Carlos Linneo en su obra Systema naturæ, de 1758. Johann Christian Daniel von Schreber llamó Felis silvestris al gato salvaje en 1775. Hoy se sabe, sin embargo, que constituye una de las subespecies del gato salvaje.
En la opinión N.º 2027, publicada en el V. 60 (Parte I) del Bulletin of Zoological Nomenclature (31 de marzo de 2003), la Comisión Internacional de Nomenclatura Zoológica confirmó la utilización de F. silvestris para denominar al gato salvaje y F. silvestris catus para las subespecies domésticas.

## Filogenia
Según un estudio publicado en la revista Nature en junio de 2007, los ancestros de los actuales gatos domésticos comenzaron a separarse de las líneas salvajes hace entre trece mil a diez mil años; otro publicado en la revista Science confirmaba este dato, indicando que los gatos domésticos actuales descienden de un grupo de cinco gatas salvajes que se asociaron al hombre en Oriente Medio hace unos diez mil años.
Los ancestros directos de los gatos domésticos habrían abandonado gradualmente la vida silvestre para convivir con la especie humana atraídos por los roedores que parasitaban a las comunidades humanas. Actualmente los gatos domésticos se encuentran agrupados en diversos clades (o grupos genéticos), encontrándose en el rastreo del ADN mitocondrial cinco hembras ancestrales para todas las subespecies gatunas; los mismos rastreos genéticos señalan una procedencia directa de los gatos domésticos actuales con los gatos salvajes del Medio Oriente, no encontrándose la misma proximidad ni con los gatos salvajes africanos (Felis silvestris lybica), ni con los gatos salvajes europeos (Felis silvestris silvestris).
Las evidencias arqueológicas indicarían que uno de los primeros lugares de domesticación de los gatos fue la isla de Chipre hace unos nueve mil quinientos años y que poco tiempo después estos felinos eran comunes entre las culturas de la Creciente fértil. Luego, hace quizás unos tres mil quinientos años, y probablemente a través de comerciantes fenicios, el gato fue introducido en Europa continental desde el Antiguo Egipto.
Johann Christian Polycarp Erxleben llamó Felis domesticus al gato doméstico en sus obras Anfangsgründe der Naturlehre (Razones iniciales para estudiar la naturaleza), de 1772, y Systema regni animalis, de 1777. Este nombre y también sus variantes Felis catus domesticus y Felis silvestris domesticus son vistos a menudo, pero no son nombres científicos válidos bajo las reglas del Código Internacional de Nomenclatura Zoológica.

## Hibridaciones
Puede tener descendencia fértil si se cruza con otras subespecies de Felis silvestris, lo que permite el intercambio genético. Se ha detectado hibridación con el gato montés europeo. Esta hibridación masiva se considera la principal amenaza para la conservación de las variantes salvajes. 
También, de forma excepcional, se han obtenido híbridos fértiles con gatos salvajes fuera de la especie F. silvestris; en la década de 1960, la criadora Jean Mill comenzó un programa de cría cruzando gatos domésticos con un ejemplar hembra de Prionailurus bengalensis y obtuvo tras diversos cruces la actual raza de gato bengalí.

## Domesticación
Se pensaba que el gato salvaje africano (Felis silvestris lybica) era su ancestro, pero los hallazgos genéticos recientes señalan que los gatos domésticos proceden del gato silvestre de Oriente Medio (gato montés africano).
Como animal de compañía, es una de las mascotas más populares en todo el mundo. Debido a que su domesticación es relativamente reciente, pueden vivir en ambientes silvestres formando pequeñas colonias relacionándose con otros gatos monteses y los seres humanos no controlan el suministro de alimentos o la cría. 
La asociación del gato con los humanos lo condujo a figurar prominentemente en la mitología y en leyendas de diferentes culturas, incluyendo a las civilizaciones egipcia, japonesa, china y escandinava.
Se observa un efecto relativamente modesto de la domesticación en el genoma del gato basado en su reciente divergencia con los gatos monteses, la mezcla continua entre gatos domésticos y monteses, y las escasas diferencias morfológicas, siendo excepciones, las diferencias de comportamiento de los gatos monteses en relación con la docilidad, la gracilidad y la pigmentación. El efecto de la domesticación del gato parece ser modesto en comparación con otros mamíferos, debido principalmente a:
- La reciente domesticación del gato.
- La ausencia de una fuerte selección para las características físicas específicas a diferencia de muchos otros mamíferos domésticos criados para comida, pastoreo, caza o seguridad; se cree que el gato se ha domesticado principalmente en el período antiguo porque es un depredador que ayudaba a mantener controlados los roedores que comían los granos.
- El aislamiento limitado de las poblaciones silvestres con los gatos domésticos.Gato naranja domesticado

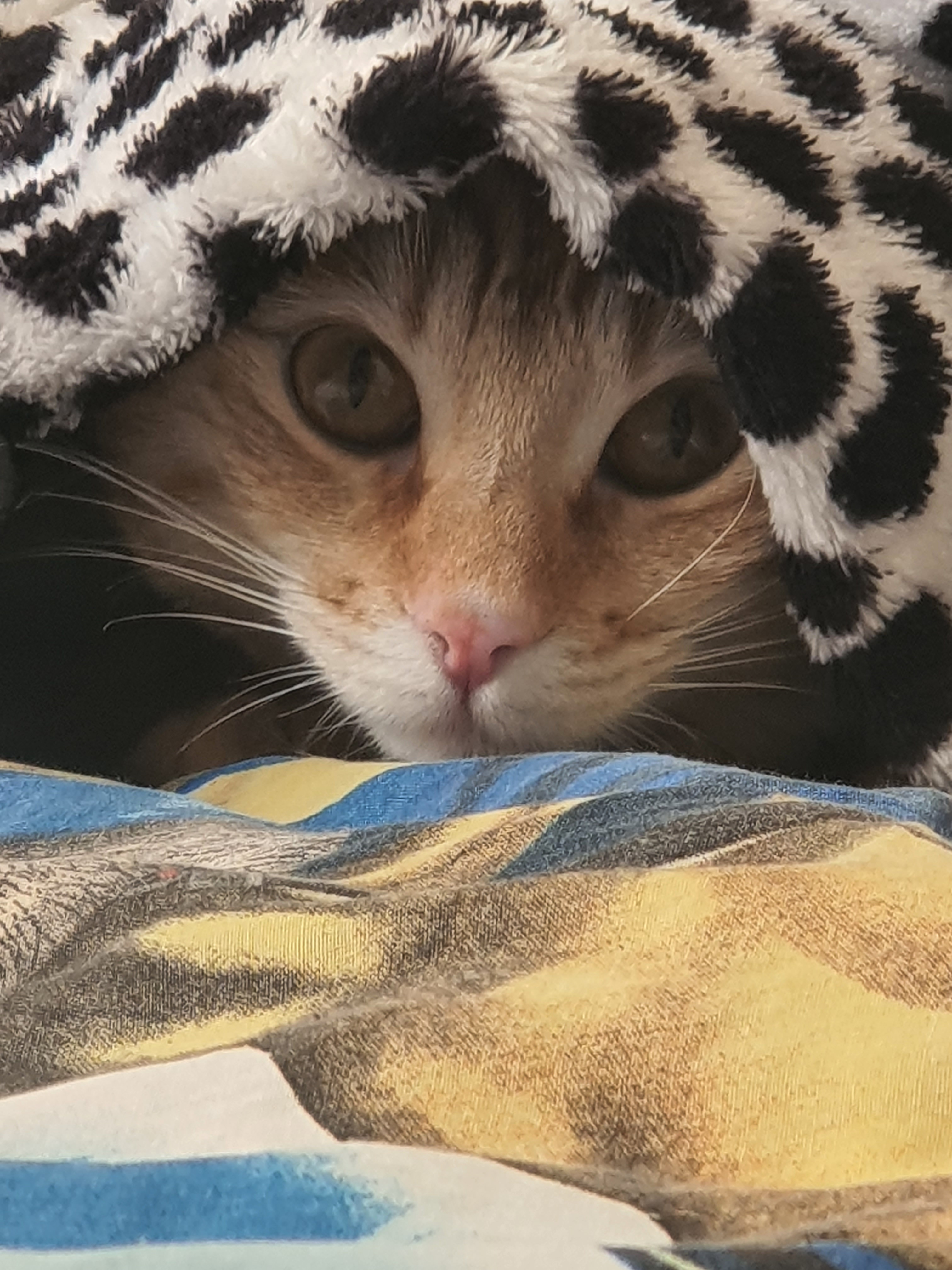
Gato naranja domesticado

El proceso de la domesticación postula que los rasgos morfológicos y fisiológicos modificados por la domesticación de los gatos se explican por las consecuencias directas e indirectas de los déficits de células de la cresta neural durante el desarrollo embrionario y propone que los cambios en estos genes de la cresta neural están relacionados con la docilidad. Esto sugiere que la selección para la docilidad, como resultado de acostumbrarse a los seres humanos para obtener recompensas de comida, es la principal fuerza que alteró los primeros genomas del gato doméstico.
Algunos de los genes afectados son:
- Una región putativa del cromosoma A1 hay dos genes, la protocadherina PCDHA1 y el PCDHB4 implicados en el establecimiento y mantenimiento de conexiones neuronales, especificidad sináptica, el sistema de nervios serotoninérgicos del cerebro y el condicionamiento del miedo.
- El gen GRIA1 que codifica para un tipo de receptores de glutamato en el cromosoma A1. Son receptores de los neurotransmisores excitatorios predominantes en el cerebro de los mamíferos y desempeñan un papel importante en la expresión de la potenciación a largo plazo y la formación de la memoria.
- El gen DCC situado en el cromosoma que codifica el receptor de netrina. Este gen muestra una abundante expresión en las neuronas dopaminérgicas. La deficiencia del gen DCC supone una organización del sistema dopaminérgico alterado, que culmina con el deterioro de la memoria, el comportamiento y el efecto estímulo-recompensa. El gen DCC interactúa directamente con la cola del MYO10, un gen crítico para la capacidad migratoria de las células de la cresta neural.
- El gen ARID3B situado en el cromosoma B3 está implicado en la supervivencia neuronal de las células de la cresta neural. El gen ARID3B se induce en el desarrollo de embriones durante la diferenciación de células de la cresta neural para madurar células de los ganglios simpáticos. Otro gen situado en el mismo cromosoma, PLEKHH1, que codifica un dominio homólogo a plekstrina. Se expresa predominantemente en el cerebro humano y cuando se altera, conducen a la enfermedad neurológica y psiquiátrica. El gen PLEKHH1 interactúa con el factor de transcripción MYC, regulador de las células de la cresta neural, para activar la transcripción de genes relacionados con el crecimiento.Gato de pelo largo

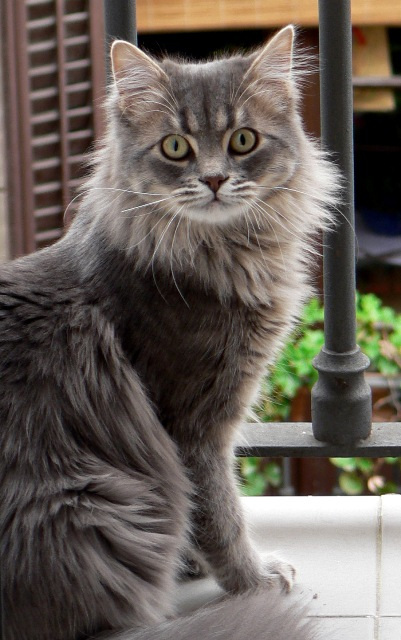
Gato de pelo largo

Los genes dentro de cada una de estas regiones juegan un papel importante en los procesos neuronales, especialmente vías relacionadas con circuitos sinápticos que influyen en el comportamiento y las pistas contextuales relacionadas con la recompensa. Cambios en estos genes relacionados con la cresta neural subyacen a la evolución de la docilidad durante la domesticación del gato.

## Razas
Como resultado de mutaciones genéticas, cruzamiento y selección artificial, hay numerosas razas. Algunas, como la raza sphynx o la peterbald están desprovistas de pelo; otras carecen de cola, como los gatos de la raza bobtail o la manx, y algunas tienen coloraciones atípicas, como los llamados gatos azules.

### Prejuicios
Los gatos han sufrido prejuicios desde la antigüedad, asociándolos a distintas creencias. Por ejemplo, en el antiguo Egipto, los gatos eran venerados y tenían un estatus elevado. Eran asociados con la diosa Bastet, que simbolizaba la protección, la fertilidad y la maternidad. Los gatos eran considerados guardianes y se creía que tenían propiedades místicas, como la capacidad de ahuyentar a los espíritus malignos. Durante la Edad Media, surgieron creencias y supersticiones negativas en torno a los gatos, especialmente sobre los gatos negros. Se los asociaba con la brujería y el diablo.
En la actualidad, la mayoría de los prejuicios vienen de la comparación que se les hace con los perros. Muchas personas no los entienden porque esperan de los gatos un comportamiento parecido al de los perros, pero los gatos son mucho más pequeños, vulnerables e inseguros, por lo que la aproximación a un gato, en general, debe ser mucho más calmada y delicada. Son más independientes que los perros, pero al contrario de lo que algunas personas piensan, los gatos sí son cariñosos y crean vínculos afectivos con sus dueños. Esto suele requerir más tiempo que con los perros, pues los gatos son más desconfiados y requieren coger confianza, aunque depende de la personalidad de cada gato. No les suele gustar que les acaricien la tripa, pues es una zona muy sensible de su anatomía. Los gatos son juguetones, pero tienen un fuerte instinto para la caza, por lo que se recomienda jugar con ellos a través de juguetes. Esto ayuda a enseñar al gato que morder o arañar las manos no es aceptable, lo cual es importante para su educación y bienestar.
Existe la idea errónea de que los gatos solo se preocupan por sí mismos y no tienen ningún tipo de apego emocional hacia sus dueños. Los gatos pueden mostrar cariño de diferentes maneras, ronroneando, frotándose contra las piernas de sus dueños o buscando su compañía, acurrucándose en sofás y camas, por ejemplo, durante la noche. En general, solo maúllan cuando quieren llamar la atención de los humanos.
Se dice que los gatos son animales astutos y traicioneros, dispuestos a lastimar a las personas o ser vengativos. Esto puede estar basado en mitos y leyendas. Los gatos tienen actitudes instintivas para la caza o de defensa su territorio, pero no actúan con maldad ni premeditación.

En comparación con los perros, que a menudo se consideran animales muy inteligentes y obedientes, los gatos suelen estar subestimados. Algunas personas pueden creer que los gatos no aprenden tan fácilmente como los perros, lo cual no es necesariamente cierto.

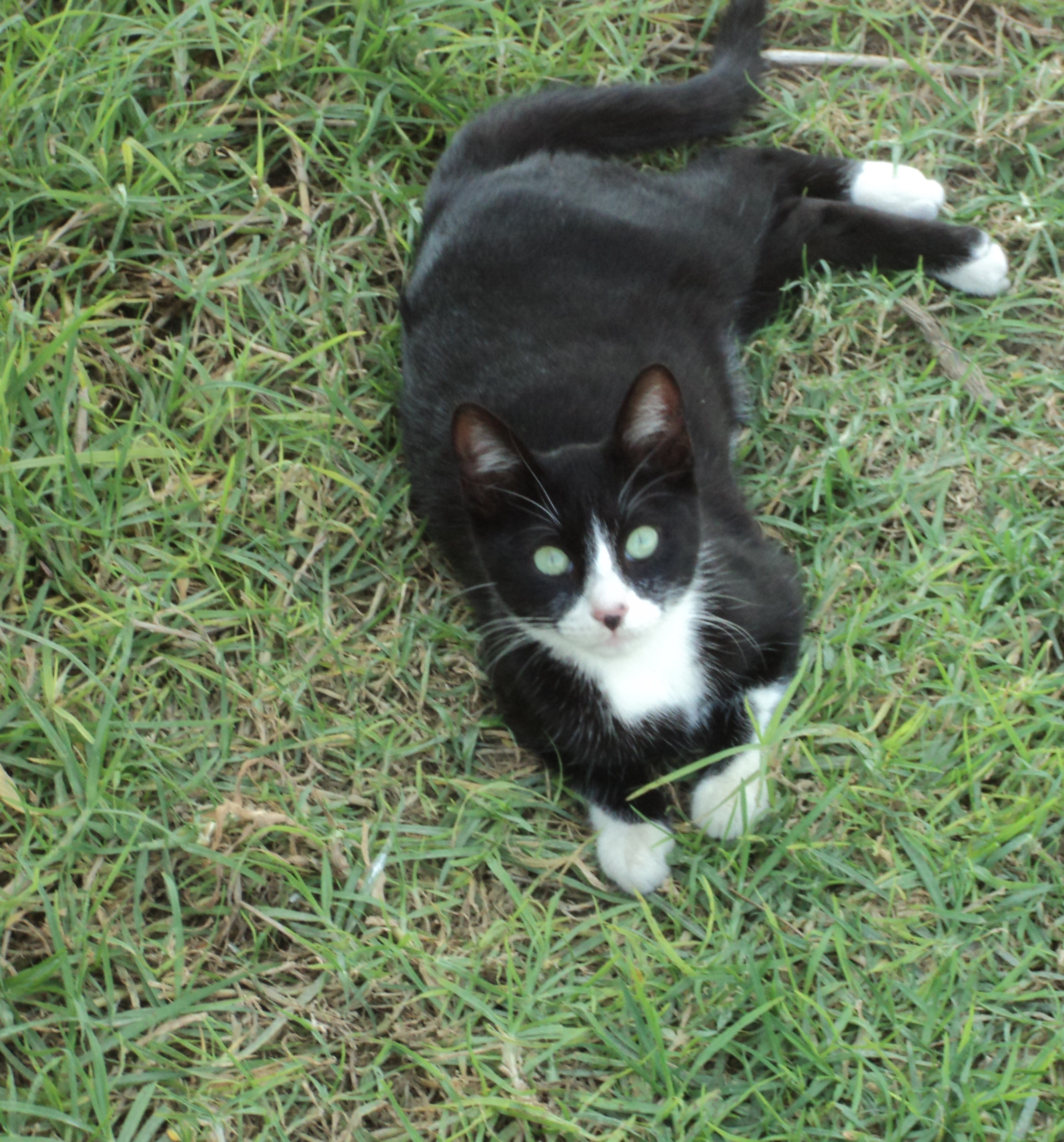
Gato bicolor de pelo corto

## Gatos callejeros y asilvestrados
Con este término se designa a los gatos que no tienen un propietario conocido. Puede ser un gato que ha sido abandonado, que se ha extraviado, o más comúnmente, un descendiente de otros gatos callejeros.
Los gatos son adaptables, y pueden sobrevivir por sus medios si hay presas en su entorno y conservan sus habilidades para cazar. En este caso se comportan de forma parecida a sus parientes silvestres, deambulando en solitario, cazando y aprovechando eventualmente residuos de la alimentación humana, sometidos a la misma presión ambiental que otros animales silvestres, y compitiendo con otros depredadores. En entornos muy humanizados algunas personas les suministran alimentos de forma regular, lo que los libera de la necesidad de cazar y aumenta su fertilidad. Al no tener depredadores, su número tiende a aumentar y se agrupan en las proximidades del suministro de alimento y donde encuentran protección contra la intemperie.
Mientras que una población equilibrada y controlada de gatos deambulantes en entornos urbanos se considera beneficiosa, —especialmente por el control que realizan sobre roedores, insectos, y algunas aves—, la presencia de colonias, sobre todo si son numerosas, es una de las causas más frecuentes de conflictos vecinales por las molestias que provocan. También pueden ser un foco de transmisión de parásitos y enfermedades, incluidas varias zoonosis, si las condiciones higiénicas de los puntos de alimentación no son adecuadas y a través de las heces, que rara vez se controlan. Si el número es elevado, el estrés por la competencia puede aumentar más la susceptibilidad a las enfermedades.[cita requerida]
Tradicionalmente los gatos eran capturados y sacrificados si su número se descontrolaba, pero ante la presión de los cuidadores de colonias que se oponen al sacrificio se promueve en su lugar el método llamado «Capturar-Esterilizar-Soltar», CES por sus siglas. Esto implica idealmente que se alcance a corto plazo la situación de «nacimientos cero» sin sacrificar ejemplares, premisa que se conoce como «sacrificio cero».
Desde hace unos años se han creado asociaciones cuyos objetivos son garantizar que el alimento y el agua sean suministrados a las colonias respetando unas reglas higiénicas, procurarles cuidados veterinarios y esterilizarlos siguiendo el método CES. La mayoría reclama que los gastos, especialmente los de esterilización, sean sufragados por el municipio.[cita requerida]

### Gatos asilvestrados como plaga
En Australia, los gatos asilvestrados o ferales están considerados como un grave problema ambiental, ya que depredan sobre la fauna autóctona, incluyendo endemismos que son abundantes en el subcontinente. Por ello, se les combate sin contemplaciones, permitiéndose su caza, usando trampas y cebos envenenados. 
Recientemente se ha implementado un sistema llamado Felixer, que detecta el paso de un animal frente a un láser y es capaz de reconocer cuando se trata de un gato o un zorro. En ambos casos, lanza una dosis de veneno que empapa el pelo del animal. Gracias a la conducta específica de acicalamiento, el gato ingiere el veneno y muere. El sistema es altamente selectivo, y aun en el caso muy improbable de un disparo a una especie no diana, esta no es afectada ya que solo los gatos ingerirán el veneno en su pelaje al acicalarse.
En Canarias, los gatos asilvestrados suponen una amenaza para la fauna y la biodiversidad de las islas. Se trata la especie más depredadora e invasiva, pues ha puesto en peligro de extinción a más de 30 especies. En los últimos 15 años, por ejemplo, la población de lagartos ha disminuido un 22% en Canarias.

## Problemas de salud

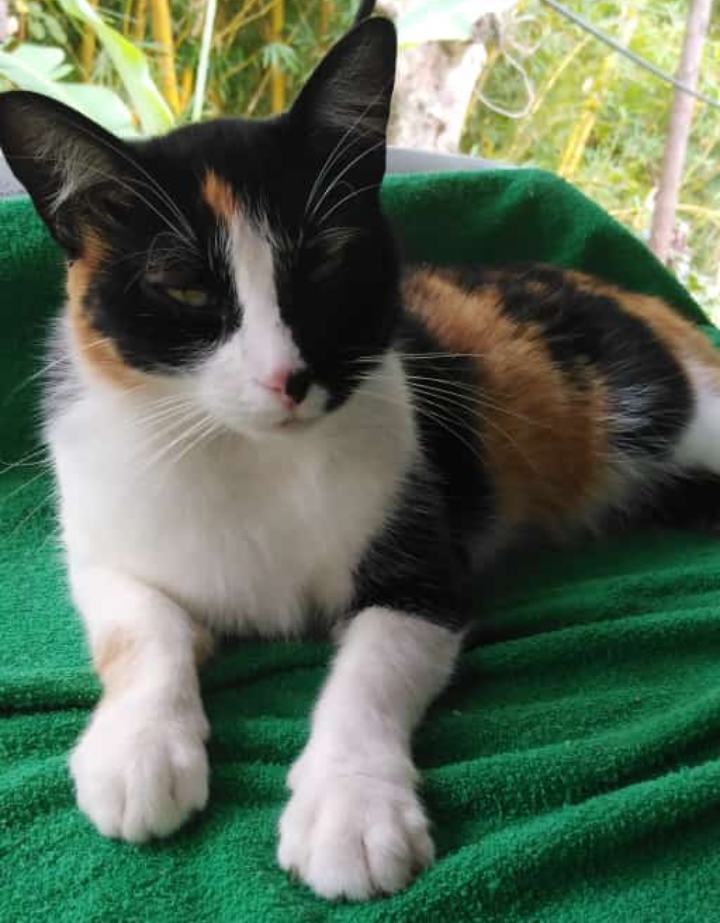
Una gata calicó, que tiene tres colores en su pelaje, blanco, negro y anaranjado

### Intoxicación
Su hígado es menos efectivo para desintoxicar que el del humano o el del perro, lo que limita la utilización de pesticidas y medicamentos en donde se encuentren expuestos. Por ejemplo, el paracetamol es extremadamente tóxico para ellos, porque carecen naturalmente de las enzimas necesarias para digerir esta sustancia, provocando resultados fatales aún en pequeñas cantidades. Similarmente, los productos desinfectantes y limpiadores basados en fenol son muy tóxicos para los gatos y, en algunos casos, llegan a ser mortales.
Asimismo, el uso de meloxicam en gatos se ha asociado con insuficiencia renal aguda y muerte.
Algunos alimentos para humanos son tóxicos para los gatos. Por ejemplo, el chocolate puede ser fatal debido a la presencia de teobromina.
Varias plantas de jardín son tóxicas para los felinos. La poinsetia o flor de Nochebuena puede irritar su piel y ojos, y si el gato la come puede experimentar diarrea, vómito, dolor abdominal y daños en las mucosas.
En general debe vigilarse para que no coman cualquier planta de jardín o interior.

### Bolas de pelo
Las bolas de pelo que se denominan técnicamente tricobezoar, consisten en la acumulación de pelo muerto mezclado con secreciones que se forman en el estómago del animal y ocasionan vómitos o regurgitaciones. Si no pueden ser eliminadas por el vómito, se hacen cada vez más compactas y de mayor tamaño, provocando una obstrucción intestinal que necesita cirugía. La causa es la costumbre de los felinos de acicalarse el pelaje lamiéndolo para mantenerlo saludable, por lo que tienden a ingerir su propio pelo. Son más propensos a este trastorno los gatos domésticos y las razas de pelo largo, sobre todo en la época de muda. Como medida preventiva se recomienda cepillarlos frecuentemente para eliminar el pelo muerto.

### Sobrepeso y obesidad
La obesidad y el sobrepeso son frecuentes en los gatos caseros, debido al exceso de alimentación y falta de actividad física. Se considera como 4,5 kg el peso medio de un gato sin sobrepeso, aunque hay que tener en cuenta el tamaño y constitución de cada animal, existen diferencias considerables en función de la raza. Se considera que un gato es obeso cuando su peso supera en un 20 % el óptimo, estimándose actualmente que son obesos alrededor del 25 % de los gatos domésticos. La obesidad en los gatos aumenta el riesgo de que presenten diabetes mellitus, lipidosis hepática y otras enfermedades, por lo que disminuye claramente la esperanza de vida. En los casos de sobrepeso ligero, puede ser suficiente evitar los alimentos extras y administrar la dosis adecuada de comida, sin embargo cuando existe obesidad marcada se debe acudir al veterinario, pues en los gatos es peligroso una disminución rápida de peso o el cambio brusco de la dieta alimenticia, hay que tener en cuenta que los gatos son carnívoros estrictos y necesitan carne en su dieta y un aporte de proteínas considerable en relación con su peso, por ello las dietas hipocalóricas deben mantener un equilibrio determinado, con una alta proporción de proteínas y bajo en grasas e hidratos de carbono.

### Diabetes felina
Se estima que afecta a uno de cada 200 gatos aproximadamente. Es más frecuente en animales de más de 7 años, machos, obesos y con inactividad física.

### Trastornos gastrointestinales
Por lo general, se da un exceso de prioridad a los medicamentos para el tratamiento de los trastornos del aparato digestivo en los gatos. No obstante, los mejores resultados se consiguen mediante ajustes en la alimentación, bien como tratamiento exclusivo o bien en combinación con los fármacos adecuados. Por ejemplo, la alimentación indicada en casos de diarrea crónica es una dieta sin gluten, sin lactosa y baja en grasas.

### Cáncer
El cáncer es una causa frecuente de muerte en los gatos adultos, sobre todo en los de edad avanzada. Los tumores malignos más habituales son las leucemias y linfomas, los cánceres de piel y el cáncer de mama. Las gatas que han sido castradas jóvenes tienen una probabilidad muy baja de desarrollar cáncer mamario si se las compara con los animales intactos. Los gatos de color blanco tienen mayor predisposición a presentar cáncer de piel por lo que se recomienda a sus amos que los protejan contra luz del sol. La alta incidencia de linfomas en el gato está en gran parte facilitada por la infección por el virus de la leucemia felina y el virus de la inmunodeficiencia felina, que son virus oncogénicos. Las manifestaciones de los linfomas son muy variadas, pero frecuentemente se producen linfomas de estómago o intestino que provocan náuseas, vómitos y pérdida de peso progresiva en el animal. El diagnóstico precoz del cáncer es muy importante para lograr la curación, por lo cual si se observa un abultamiento en la mama o una lesión en la piel se debe acudir sin demora al veterinario. En estudios rigurosos se ha demostrado que la incidencia de cáncer de boca en gatos que viven en ambientes contaminados por humo de tabaco es más alta que la que presentan los animales que viven en hogares donde no se fuma.

### Toxoplasmosis
La toxoplasmosis es una enfermedad parasitaria que puede afectar a la mayoría de los mamíferos, pero los gatos domésticos y algunas especies de gatos silvestres son los únicos reservorios del parásito. El gato adquiere la enfermedad cuando se alimenta de alguna presa infectada. El animal enfermo excreta los quistes en las heces y el ser humano u otros gatos se infectan por el contacto oral con ellas, ya sea por contacto con el sustrato contaminado con heces, como por inhalar el polvo del arenero o por los quistes que el gato portador puede transportar en su pelo o el hocico tras acicalarse.
Es una zoonosis peligrosa para el ser humano ya que si una mujer la adquiere durante un embarazo puede causar malformaciones en el feto y lesiones en su tejido nervioso que comprometerán su desarrollo posterior. Según la Organización Mundial de la Salud (OMS), la principal causa de toxoplasmosis en mujeres embarazadas es la ingesta de carne cruda o poco cocida, seguida del consumo de verduras sin lavar y el contacto con excrementos de gatos infectados.
La posibilidad de que un gato que permanece en el interior del domicilio, alimentado con pienso o alimentos enlatados, adquiera la enfermedad es casi nula.

### Infección por el virus de la inmunodeficiencia felina
El virus de la inmunodeficiencia felina, abreviado VIF (o FIV, por su sigla en inglés), pertenece al grupo de los retrovirus. Se transmite entre gatos a través de mordiscos o por vía transplacentaria de la madre a los cachorros. Afecta con más frecuencia a gatos machos que tienen libre acceso al exterior. No es contagioso para el hombre, pero sí a otros felinos, como el león, el jaguar y el leopardo. Provoca una deficiencia del sistema inmune, por lo que guarda muchas similitudes con el sida en humanos. La enfermedad sigue un curso crónico y evoluciona en diferentes etapas; comienza por fiebre, inflamación de ganglios linfáticos (linfadenopatía) y, tras meses o años, provoca pérdida de peso, anemia, disminución de leucocitos (leucopenia) e infecciones secundarias que afectan al sistema respiratorio, el aparato digestivo, la piel y otros órganos. Además, los animales infectados son propensos a presentar diferentes tipos de cáncer, principalmente linfomas. La supervivencia media tras el diagnóstico es de 24 meses.

### Infección por el virus de la leucemia felina

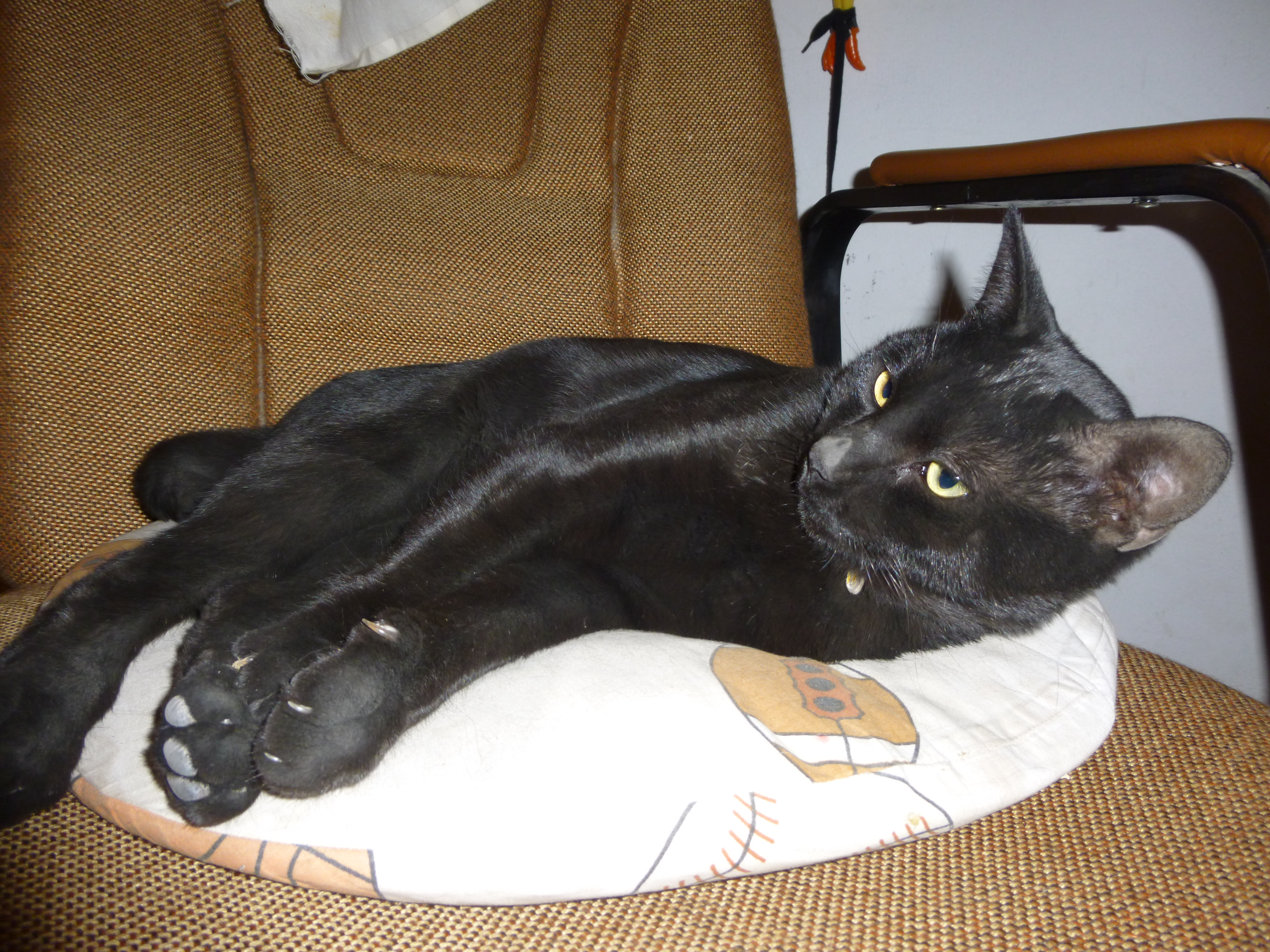
Gato Bombay, exclusivamente negro

El virus de la leucemia felina (VLFe; FeLV en inglés) pertenece a la familia de los retrovirus. Infecta gatos, y no es transmisible a humanos. La infección entre gatos se produce por lamidos, mordiscos, compartir bandejas para excrementos, compartir recipientes con agua o comida. El virus se inactiva rápidamente fuera del animal, en la saliva, en 1 o 2 horas; en la sangre, en 48 horas, y es sensible al calor y los desinfectantes. No se transmite por lo tanto a través de trasportines ni en las salas de espera de consultorios veterinarios, siempre que no exista contacto directo con otro gato o con su sangre.
Los signos y síntomas de infección por el virus de la leucemia felina son múltiples, e incluyen pérdida de apetito, pelaje pobre, infecciones de la piel, la vejiga y el tracto respiratorio, enfermedades bucodentales, convulsiones, linfadenopatía (inflamación de los ganglios linfáticos), lesiones en la piel, fiebre, pérdida de peso y otros muchos. Además, el 20 % de los gatos afectados acaban por desarrollar cáncer en un plazo de tiempo variable, principalmente leucemia y linfoma. El riesgo de desarrollar un linfoma es 62 veces más alto en los animales infectados que en los sanos. Sin embargo, algunos gatos que presentan la infección no muestran ningún signo aparente de enfermedad. Como medida preventiva, se recomienda la vacunación; en raras ocasiones se produce sarcoma postvacunal, un tipo de cáncer del que se estima que aparece un caso por cada entre 1000 y 10 000 gatos vacunados, por lo que el beneficio de la vacuna supera claramente los posibles efectos adversos, sobre todo si se trata de animales que salen de casa o entran en contacto con otros felinos.

### Rabia
Aunque el 90 % de la rabia en humanos es causada por mordedura de perros, el gato y cualquier otro mamífero puede transmitirla así. Para evitar su propagación en aquellas zonas en que no se encuentra erradicada, es conveniente la vacunación del animal, especialmente si este tiene libre acceso al exterior de la vivienda.

### Parásitos
Los parásitos pueden afectar al gato, al igual que a todos los mamíferos. Se dividen en dos grupos: externos e internos. Entre los externos, los más habituales son pulgas, piojos, dermatofitosis, sarnas y garrapatas; entre los internos, sobre todo los gusanos helmintos que afectan al tubo digestivo, como el Toxocara cati.

### Enfermedad felina del tracto urinario inferior
Principalmente cistitis, cálculos en vías urinarias y, en ocasiones, bloqueo total de la uretra. Afecta a entre el 0,5 y el 1 % de los gatos y tiene gran tendencia a recurrir.

## Problemas de salud causados al ser humano

### Alergias
Algunas personas son alérgicas a la glucoproteína Fel d1, presente en la saliva y que pasa con el acicalamiento a la piel y al pelaje. Esta glucoproteína produce estornudos, irritación de las vías respiratorias y, en casos más agudos, asma y reacciones sistémicas. 1 de cada 50 000 gatos carece de esta glucoproteína debido a un polimorfismo genético. En la raza llamada gato siberiano o Bosque de Siberia, este polimorfismo afecta al 80% de los gatos, por lo que resultan más adecuados si hay sospecha o evidencia de alergia. El 24 de septiembre de 2006, la firma biotecnológica Allerca anunció el comienzo de producción de los primeros gatos hipoalergénicos sin modificación genética.

### Enfermedad por arañazo de gato
La enfermedad por arañazo de gato está causada por un bacilo gram negativo llamado Bartonella henselae. Se transmite del gato a humanos —sobre todo niños— por mordedura o arañazos, y provoca una pequeña lesión de la piel seguida unos días después por una adenopatía regional. Pueden aparecer otros síntomas, como cansancio y fiebre, pero en general es un proceso benigno que se cura sin tratamiento, aunque ocasionalmente pueden aparecer complicaciones.

### Mordeduras
Más de la mitad de las mordeduras y arañazos producidas por gatos se infectan. Como los incisivos de estos son estrechos y afilados, pueden penetrar fácilmente en los tejidos de una persona u otro animal. Además, las mordeduras de gatos suelen tener mayor probabilidad de producir una artritis o una osteomielitis séptica en comparación con las mordeduras de los perros, sobre todo si se localizan en la mano. Tanto las heridas producidas por mordeduras como arañazos de los gatos se infectan típicamente por microorganismos procedentes de la bucofaringe de felino.

## En la historia y la mitología

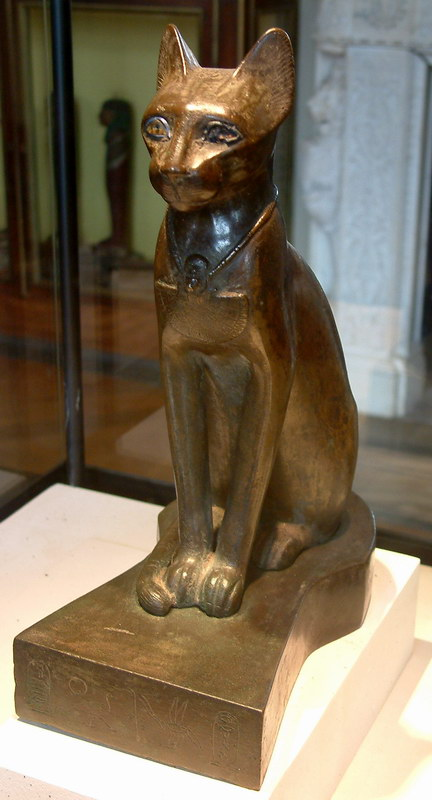
Escultura egipcia de un gato en el Museo del Louvre, en París

No se sabe a ciencia cierta desde cuándo el gato ha acompañado al ser humano.

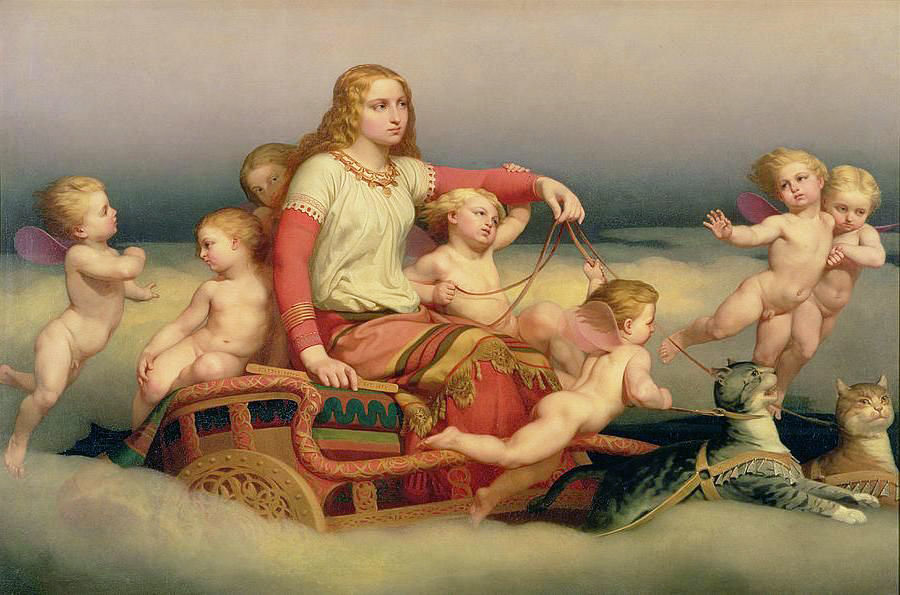
Freyja conduciendo su carro con gatos y flanqueada por querubines renacentistas, en una pintura de Nils Blommér

Tradicionalmente se ha asociado su domesticación a los egipcios, los asirios o alguna cultura predecesora a partir del gato salvaje africano. Se han descubierto restos, como un enterramiento en Chipre datado en nueve mil quinientos años, que sugieren que para entonces ya existía relación. Se cree que los egipcios empezaron a domesticarlos en torno al año 4000 a. C. para mantener a las ratas y ratones fuera de sus graneros. Para los egipcios eran animales sagrados y, como tales, el castigo por matar a uno de estos era la muerte. La diosa Bastet era representada con cabeza de gato. Cuando uno moría, a veces se le momificaba y la familia a la que pertenecía se afeitaba las cejas. La diosa nórdica Freya conducía un carruaje volador tirado por gatos. El resto del gato más antiguo encontrado en la península ibérica y en España, está en el yacimiento arqueológico Gadir, sito en Cádiz, donde se puede apreciar el esqueleto de un gato traído por los fenicios hasta esta ciudad española hace casi tres mil años.
Sin embargo, durante la Edad Media, se pensaba que eran familiares de las brujas. En el mundo occidental es común la creencia de asociar al gato negro con la mala suerte (aunque hay excepciones, por ejemplo, en el Reino Unido). Para las personas supersticiosas, que se cruce un gato negro de forma súbita, es augurio de infortunios. 
Existe un mito popular que promueve la creencia de que en el siglo XIII el papa Gregorio IX habría ordenado matar a todos los gatos por considerarlos amigos del demonio. Sin embargo, pese a su amplia difusión, esto se trata solo de un bulo, como también lo es la falsa creencia de que este supuesto exterminio habría facilitado la transmisión de la peste bubónica, porque habrá contribuido a que se multiplicara la población de ratas, propagadores de la plaga. El hecho comprobado es que no hubo tal ordenanza papal y que la popularidad de los gatos como mascotas se mantuvo o hasta incluso creció durante la Edad Media.
Pero en los tiempos actuales la Iglesia católica ha declarado también como santos patrones de los gatos a san Antonio Abad, san Francisco de Asís y san Martín de Porres incluyendo a este felino con los demás animales domésticos, similar a los antiguos egipcios sin importar la raza y el color.
Es uno de los doce animales del ciclo de doce años del zodíaco vietnamita, relacionado con el calendario chino (en este último, el signo zodiacal es el conejo o también gato).
En el Tíbet se los considera desde tiempos inmemoriales guardianes de reliquias y templos posiblemente por la robustez ostensible e inteligencia atribuidas a la variante siamesa que allí en la cima del mundo, se desarrolla. Animal sagrado, venerado y a veces mimado excesivamente, en el seno del budismo tibetano se le considera acompañante en el tránsito obituario, y, en los sueños lúcidos, el subconsciente del que sueña (o viaja) es representado por un gato gigante, obeso, mudo y bonachón.
Se dice que al Profeta Mahoma, fundador del Islam, le gustaban mucho los gatos quienes lo acompañaban en su casa y en sus predicaciones. Una leyenda de Turquía afirma que les permitió entrada al paraíso y que siempre caen de pie porque al Profeta le gustaba acariciarles el lomo. Otra leyenda asegura que, cuando su gata favorita llamada Muezza, se quedó dormida sobre la manga de su túnica, prefirió recortar la manga que despertarla (algunas leyendas afirman que es, a partir del afecto de Muezza que Mahoma permite entrar a los gatos al paraíso y caer siempre de pie). La predilección de Mahoma por los gatos ha provocado que en algunos países musulmanes se les tengan especiales cuidados y cariños.

## En la cultura popular

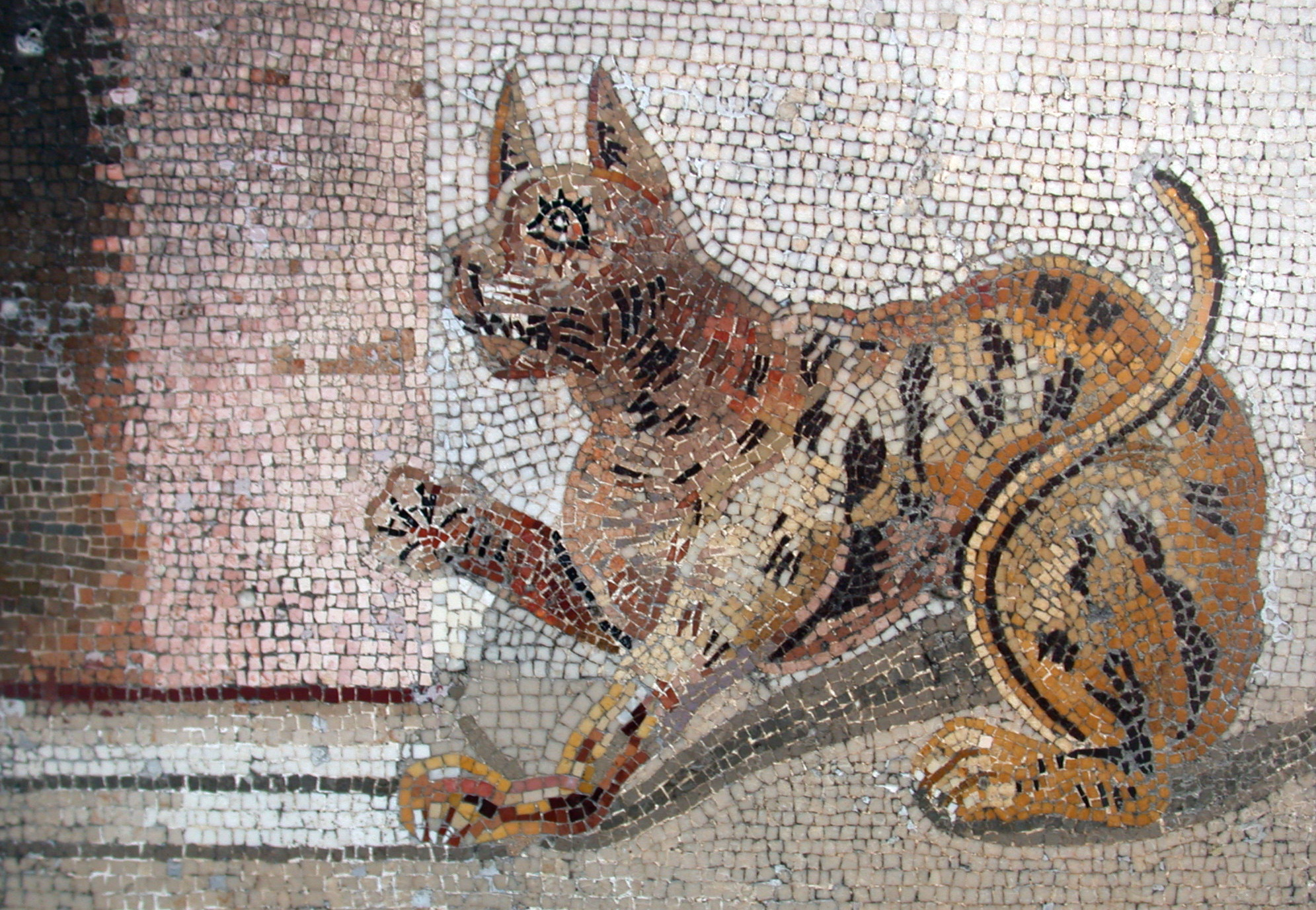
Mosaico de gato en Pompeya

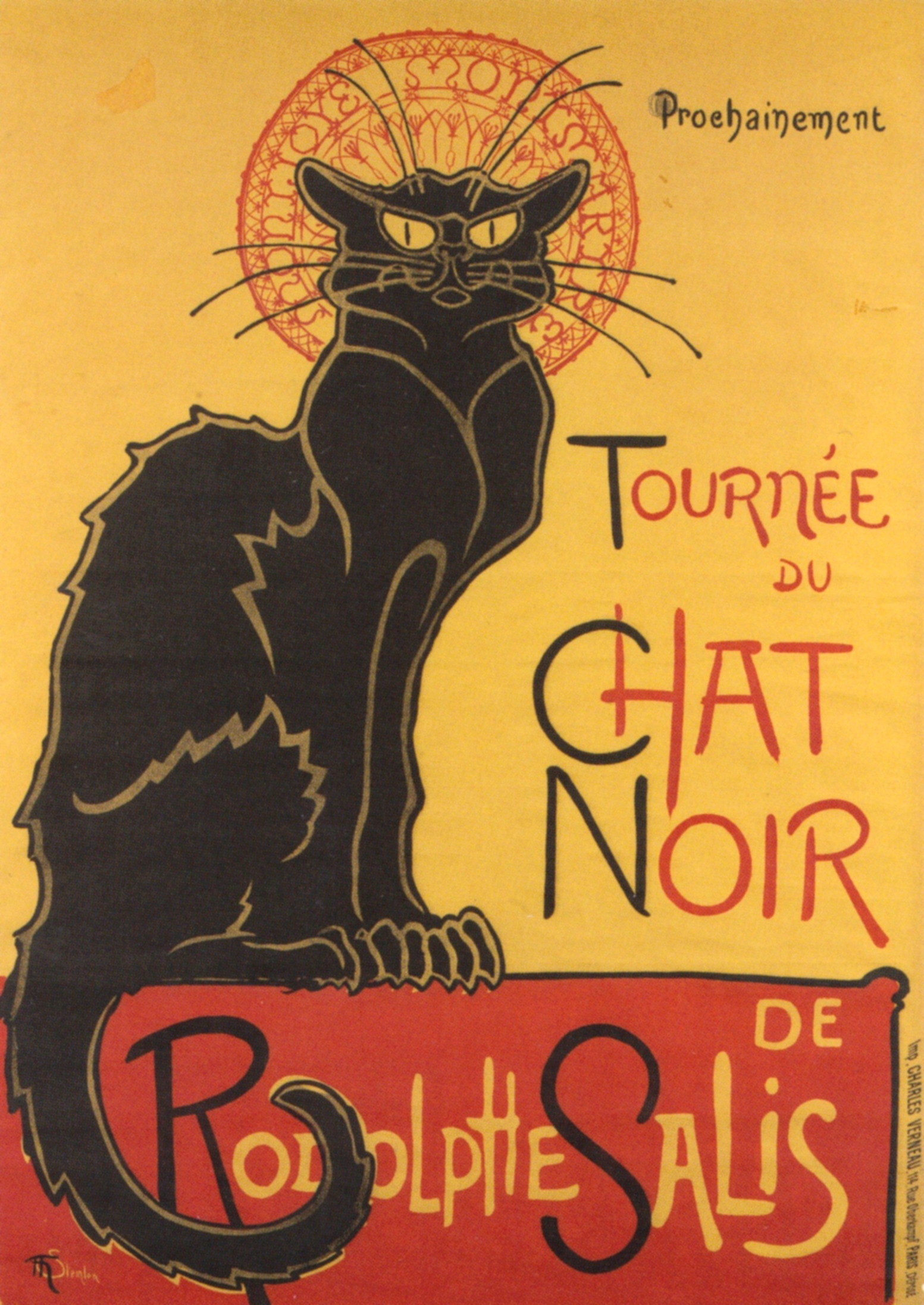
Gato negro en un cartel de Steinlen (1896)

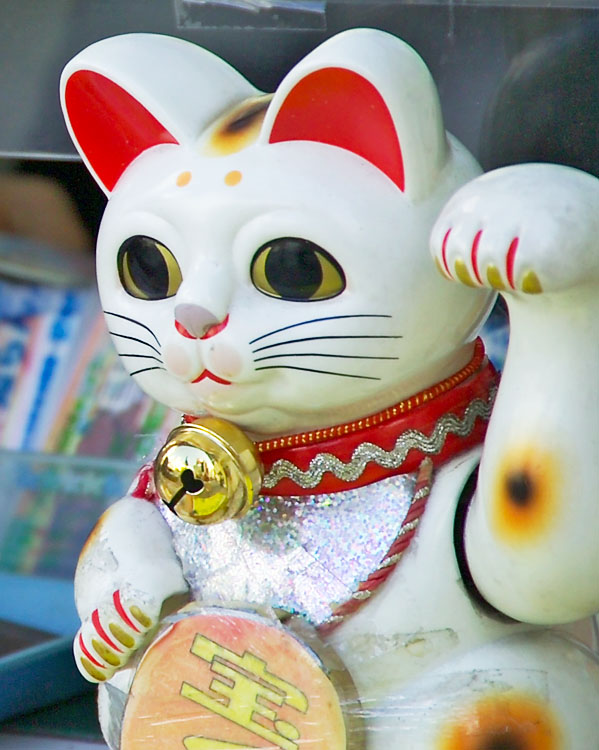
El Maneki-neko o "gato de la suerte", popular en la cultura japonesa

Por su agilidad y fortaleza, y por su habilidad de caer sobre sus patas, se dice popularmente que tienen siete vidas, nueve en el mundo anglosajón, en ambos casos un número considerado de la buena suerte.
Por cuestiones culturales, en Occidente no se acostumbra a comer gatos. Este hecho, la ingesta de carne de gatos, perros u otros animales de compañía, suele causar repulsión entre la población. No obstante la expresión «dar gato por liebre» proviene de la sospecha de que los venteros, cuando no tenían liebre o conejo, servían carne de gato.
Durante el Siglo de Oro se usaban bolsas hechas de piel de gato para guardar el dinero, que acabarían llamándose «gatos». De ahí vendría la expresión «aquí hay gato encerrado», con el significado de un tesoro o secreto oculto a la mirada.
Debido a su carácter nocturno, y a que en la oscuridad es más difícil distinguir los colores, aparece la expresión «de noche todos los gatos son pardos» refiriéndose a la falta o poca relevancia de las diferencias entre lo que se menciona, o a la dificultad de distinguir dichas diferencias. Proviene de la referencia a que en la oscuridad de la noche, es más fácil ocultar los defectos de una mercancía.
Los cascabeles usados para espantar la presa del gato dan lugar a la expresión «ponerle el cascabel al gato», refiriéndose a la fuerza de los más débiles para doblegar la voluntad de alguien más poderoso. Originaria de una fábula del siglo XIV, esta expresión fue popularizada por Félix María Samaniego, así como por Lope de Vega en su poema «La esclava de su galán».

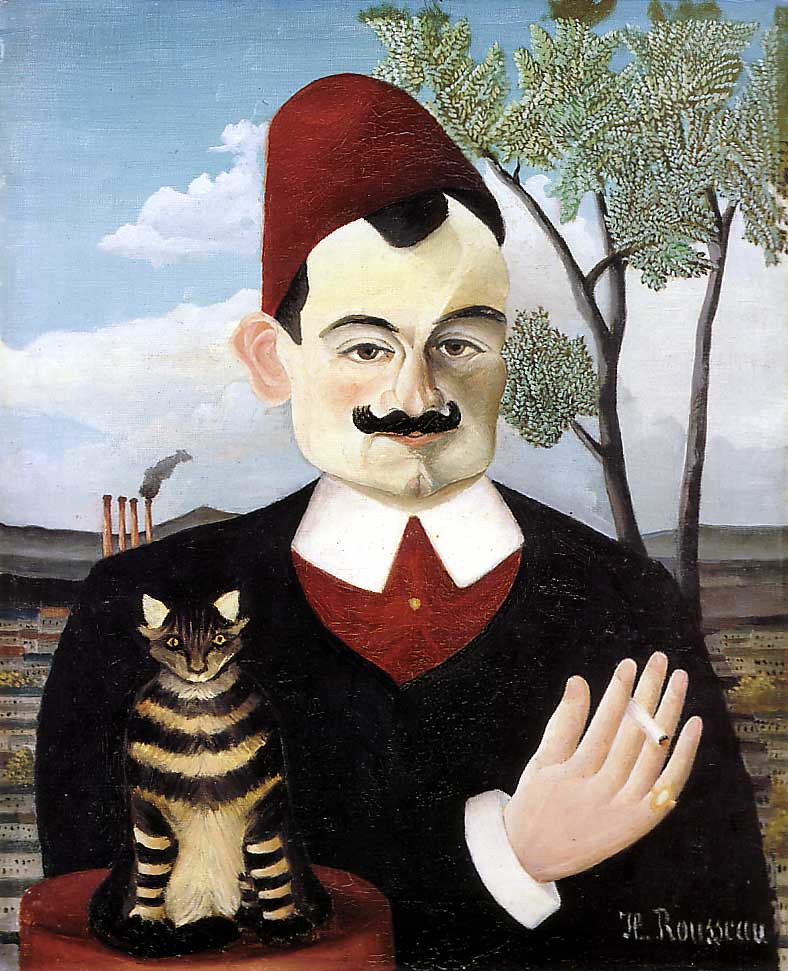
Gato en una pintura de Henri Rousseau (1891)

Han aparecido en diferentes representaciones artísticas tanto en el cine como en la televisión, la literatura, la música, la escultura, la pintura, los videojuegos, etc. Su encanto ha traspasado las barreras culturales y se ha convertido en un símbolo de gracia, delicadeza, astucia y en algunos casos hasta de malicia.
En el cine y la televisión los encontramos comúnmente representando papeles tales como compañeros de los villanos o de las brujas o destacando la capacidad de presentir «cosas extrañas» (por ejemplo, en películas como Alien, el octavo pasajero en la cual aparecía Jonesy, la gata de la Teniente Ripley, El Padrino, en James Bond el gato blanco que pertenecía a Blofeld, en Ghost, en Hombres de negro II, en la serie de televisión Hechiceras (Embrujadas), etc.).
Tal vez uno de los personajes más memorables y protagonistas en la gran pantalla sea el famoso Chatrán de la película Las Aventuras de Chatrán. Asimismo, se destaca la obra de Disney Los aristogatos. Una aparición, si bien no en un rol protagonista, pero no por menos importante, es el de Jinxie (o Gafe, en la versión en castellano europeo) de la película Meet the Parents. También en Shrek aparece una libre versión del Gato con Botas: el actor que le ponía voz, tanto en la versión española como en la inglesa, es Antonio Banderas. Otro gato muy destacado es Salem, perteneciente a la serie de televisión Sabrina, la bruja adolescente. Otro ejemplo es el gato CGS Ted Nudegent de Belfy, que apareció como míster Bigglesworth en 1997 en la película norteamericana Austin Powers (International Man of Mistery) y también nombrado por la revista Cats el gato del año 1999. El mismo año apareció Snow (Snowbell) en la película Stuart Little; del mismo modo, se puede hacer referencia a Mittens, coprotagonista de la película Bolt. 
En la música, encontramos numerosas menciones a gatos, pero ninguna tan explícita como el musical Cats, de Andrew Lloyd Webber; aparecen también en muchas canciones como Delilah o All Dead, All Dead, ambas de Queen, Un gato en la oscuridad, de Roberto Carlos, La gata bajo la lluvia, de Rocío Dúrcal, El gato y yo, de Amanda Miguel, The Lovecats y la frase Look as perfect as cats (parecer tan perfecto como un gato) en la canción Love Cats de The Cure, El Gato con Botas etc. Tal vez los únicos gatos que han escrito un libro hayan sido Murr, autor (en colaboración con E. T. A. Hoffmann) de Opiniones del gato Murr sobre la vida, y Madame Fifí Bigotes Grises, autora de Mi vida con el Lama, que fue traducido y pasado a máquina por T. Lobsang Rampa. Los bateristas del grupo de hard rock Kiss Peter Criss y Eric Singer durante los conciertos emplean como maquillaje la apariencia de un gato apodado "The Catman".
Por otro lado, Alfred Hitchcock, el director de películas de suspenso, menciona en la película To Catch a Thief (Atrapa a un ladrón / Para atrapar a un ladrón) que John Robie (Cary Grant) es un ladrón de joyas retirado al que llamaban "El Gato" por trepar hábilmente por los tejados de las casas o joyerías en que robaba para huir.

### Dibujos animados
Dentro del mundo del cartoon o series animadas norteamericanas encontramos múltiples series protagonizadas por gatos, El gato Félix, El Gato Garfield, Tom el gato de Tom y Jerry, Katnip de Herman y Katnip, Don Gato de Don gato y su pandilla, entre muchos otros personajes felinos dentro del cartoon nortemericano.

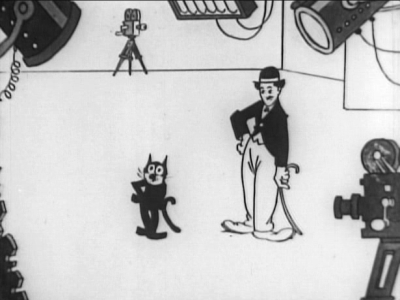
El gato Félix con Charles Chaplin en Felix in Hollywood (1923)

 Dentro de la cultura japonesa moderna y más en las series de manga y anime existe la representación de híbridos entre humanos y gatos llamados nekomimi (comúnmente denominados neko), cuyas representaciones suelen manifestar a personajes humanos con rasgos físicos y de comportamiento felinos.

### Literatura

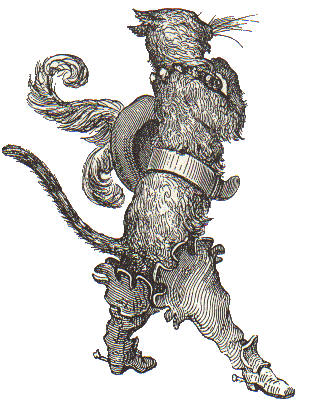
Grabado de Gustave Doré para El Gato con Botas

En la literatura, se puede destacar el poema narrativo La gatomaquia, de Lope de Vega, la fábula El Gato con Botas de Charles Perrault; también aparecen en títulos como Alicia en el país de las maravillas, de Lewis Carroll, The Cat in the Hat, de Theodor Seuss Geisel, El gato negro, de Edgar Allan Poe, Oda al Gato, de Pablo Neruda, etcétera.
En la famosa colección de libros del Mundodisco, del escritor inglés Terry Pratchett, la figura del gato es recurrente, ya que a lo largo de toda la colección se repite varias veces que, aparte de los magos, únicamente los gatos pueden ver a la Muerte.
El escritor argentino Julio Cortázar tenía una extraordinaria afición por los gatos, la cual era compartida por Jorge Luis Borges, quien dijo del gato (aunque en realidad se refería a todos los animales) que era "eterno, pues para él, el tiempo no existe". Ernest Hemingway criaba numerosos gatos en su casa de Cuba. Muchos de ellos tenían una malformación congénita en las patas llamada polidactilia. Muerto Hemingway, esos gatos fueron cuidados y preservados y se permitió su reproducción. Hoy en día, muchos ejemplares que viven en los alrededores de la casa del literato siguen presentando dedos supernumerarios, señal clara de que se trata de descendientes de aquellos que poseía el ganador del Premio Nobel. Otro importante escritor con una considerable cantidad de gatos fue Carlos Monsiváis, al cual se le podía ver rodeado de sus gatos en las entrevistas que daba en su casa. El polifacético Francisco Nieva —escenógrafo, dramaturgo, director de escena, narrador, ensayista y dibujante español— dedicó a su "Rayito" un artículo titulado «El gato», publicado en el diario ABC el 26 de julio de 1998.
En su novela Cementerio de animales, el estadounidense Stephen King retrata a un gato inmortal ("Winston Churchill") que es capaz de resucitar al ser enterrado en una necrópolis de nativos americanos.
También a los habitantes de Madrid se les ha apodado «gatos» debido a que, según la leyenda, la conquista de la ciudad por las tropas de Alfonso VI, a finales del siglo XI, se realizó mediante el asalto de la muralla por la que treparon las tropas castellanas. Otras leyendas señalan en cambio que dicho apelativo fue otorgado a los ciudadanos de Madrid en la Edad Media por su gran habilidad a la hora de trepar por murallas y acantilados con las manos desnudas.

## Organizaciones y clubes internacionales
Existen en el mundo muchas organizaciones dedicadas al cruce, cría y protección de gatos domésticos. Cuatro de las asociaciones más conocidas y grandes en cuanto a sus afiliados son The International Cat Association (TICA), la Fédération Internationale Féline (FiFe), la World Cat Federation (WCF) y Rare and Exotic Cat Registry (RECR).
FiFe es una federación europea creada a comienzos de 1950, que cuenta con el registro de 200 jueces internacionales, 115 estudiantes, poco menos de 2000 gatos registrados y cerca de 350 certámenes al año alrededor de todo el mundo.